# Fotografía

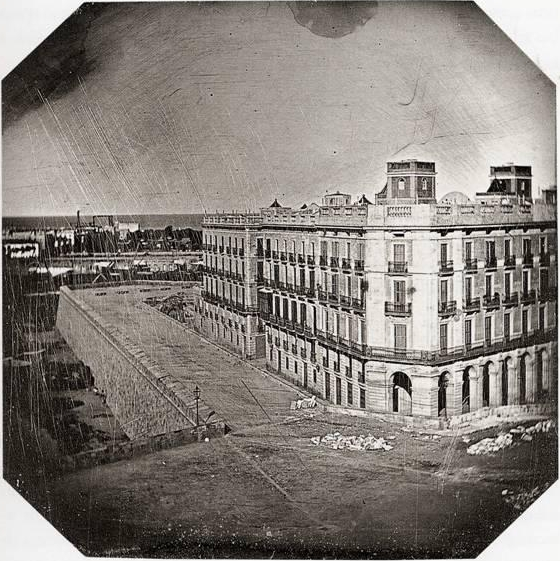
Daguerrotipo con una vista de Barcelona, España, en 1848. Imagen invertida lateralmente, como en un espejo.

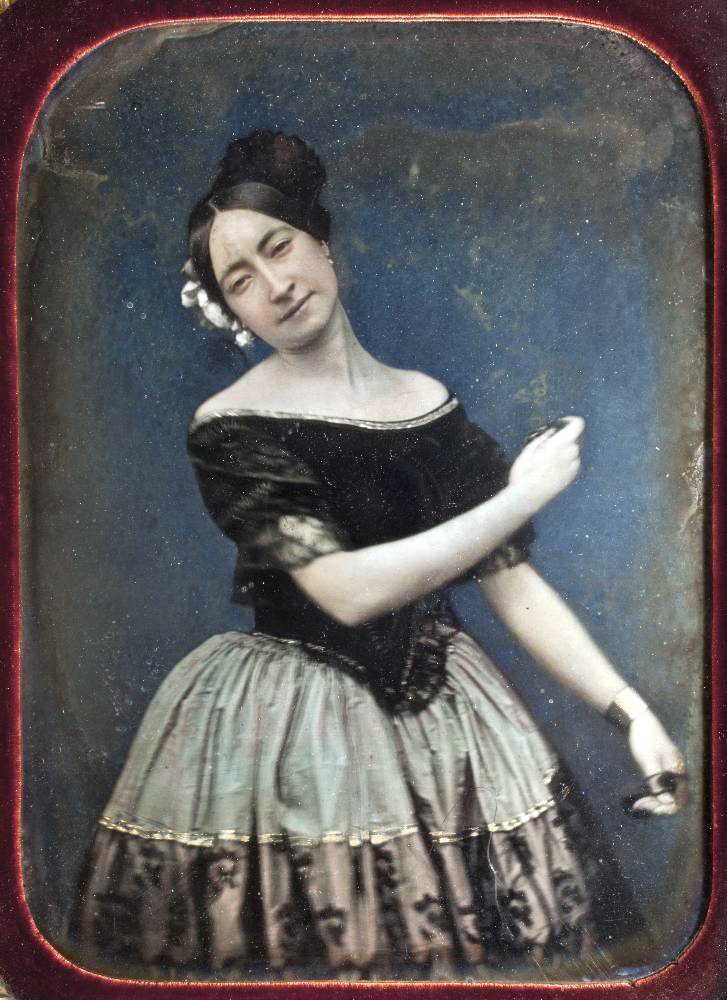
Retrato al daguerrotipo de una bailarina de la escuela bolera, hacia el año 1850. Podría ser la Guy (Marie Guy-Stéphan), que actuaba en el Teatro del Circo, en Madrid. Fototeca del IPCE.

La fotografía (de foto- y -grafía) es el arte y la técnica de obtener imágenes duraderas debido a la acción de la luz. Es el proceso de proyectar imágenes, capturarlas y plasmarlas, ya sea por medio del fijado en un campo sensible a la luz o por la conversión en señales electrónicas. Basándose en el principio de la cámara oscura, se proyecta una imagen captada por un pequeño agujero sobre una superficie, de tal forma que el tamaño de la imagen queda reducido. Para capturar y guardar esta imagen, las cámaras fotográficas utilizan película sensible para la fotografía química, mientras que en la fotografía digital se emplean sensores tipo CCD, CMOS, etc.; que graban luego las imágenes en memorias digitales. El término fotografía sirve para denominar tanto al conjunto del proceso de obtención de esas imágenes como a su resultado que son las propias imágenes obtenidas o «fotografías».

## Etimología
El término «fotografía» proviene del griego φῶς phōs (raíz φωτ- phōt, ‘luz’), y γράφω grafo (raíz γράφ- graf, ‘rayar, dibujar, escribir’) que, en conjunto, significa ‘escribir/grabar con la luz’.
Varias personas pueden haber acuñado el mismo término nuevo a partir de estas raíces de forma independiente. Hércules Florence, un pintor e inventor francés que vivió en Campinas, Brasil, utilizó la forma francesa de la palabra, fotografía, en notas privadas que un historiador brasileño cree que fueron escritas en 1834. Esta afirmación está ampliamente difundida, pero todavía no se reconoce en gran medida a nivel internacional. El primer uso de la palabra por el inventor franco-brasileño se dio a conocer ampliamente después de la investigación de Boris Kossoy en 1980.
El periódico alemán Vossische Zeitung de 25 de febrero de 1839 contenía un artículo titulado Photographie, en el que se examinaban varias reivindicaciones de prioridad, en especial la de Henry Fox Talbot, en relación con la reivindicación de invención de Daguerre. El artículo es la primera aparición conocida de la palabra en la prensa pública. Estaba firmado "J.M.", se cree que era el astrónomo berlinés Johann von Maedler. También se atribuye al astrónomo John Herschel el haber acuñado la palabra, independientemente de Talbot, en 1839. No obstante, Joan Fontcuberta en su libro El beso de Judas (1997), ha demostrado que Henry Fox Talbot no conocía el griego lo suficiente para poder entender que fotografía significa más bien «escritura aparente» y que en realidad no significa escribir con luz, sino «escritura de las apariencias».
Los inventores Joseph Nicéphore Niépce, Henry Fox Talbot y Louis Daguerre no parecen haber conocido o utilizado la palabra «fotografía», sino que se refirieron a sus procedimientos como «heliografía» (Niépce), «calotipo» (Talbot) y «daguerrotipo» (Daguerre).

## Historia

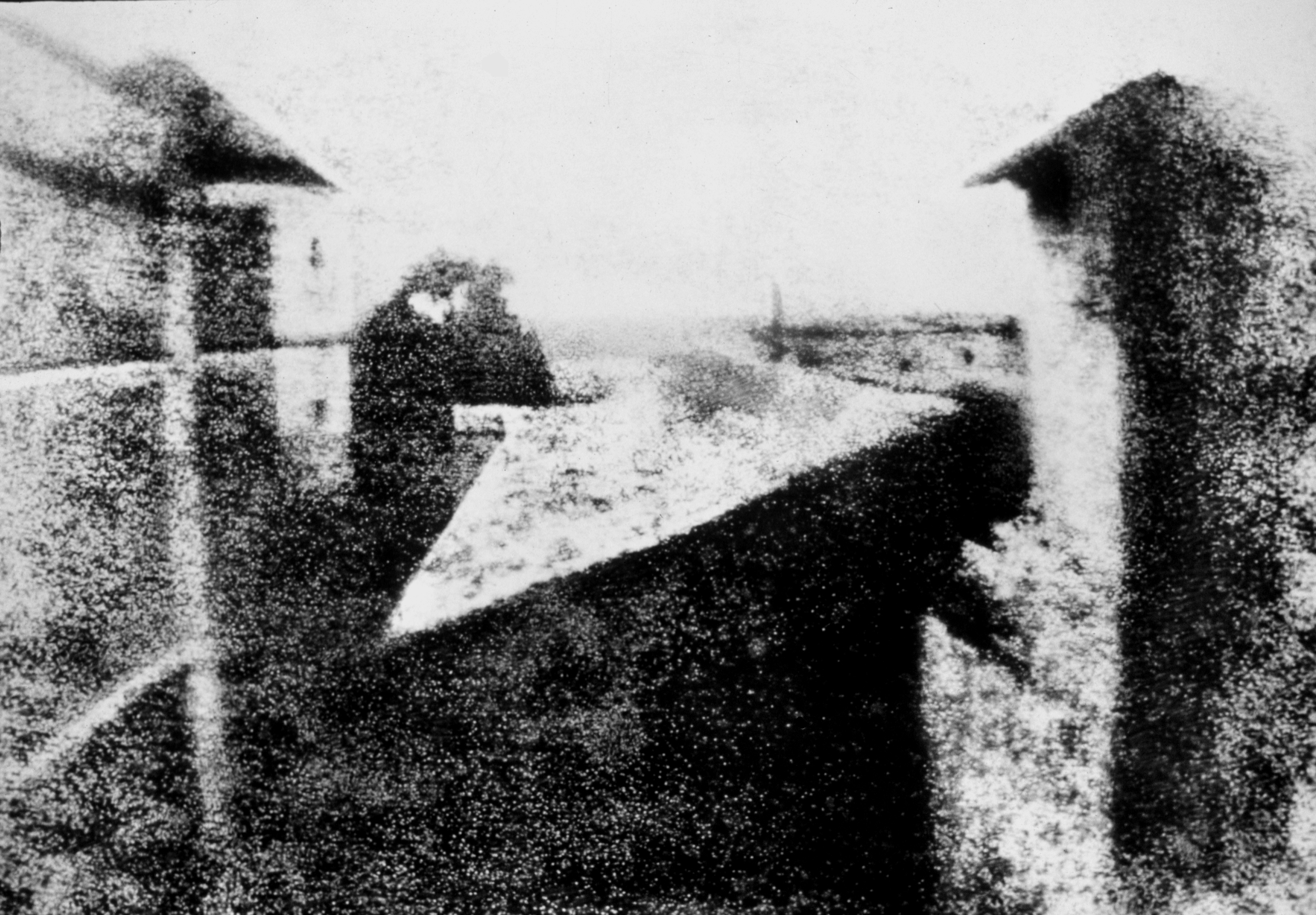
Primera fotografía permanente denominada Vista desde la ventana en Le Gras, de Niepce, 1826.

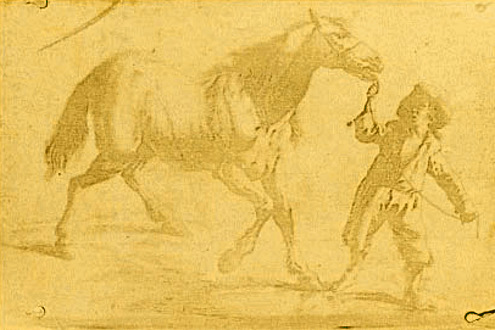
El grabado heliográfico más antiguo que se conserva, reproduciendo un grabado flamenco. Ensayo realizado en 1825 por Niépce, por contacto, sin cámara oscura.

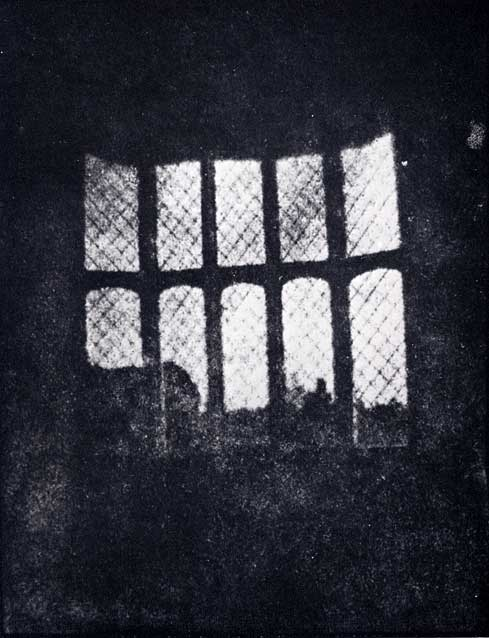
Ventanal de la abadía de Lacock (Lacock, Wiltshire). Fotografía de Fox Talbot, en agosto de 1835, ensayando su procedimiento del calotipo. Copia positiva, a partir del negativo más antiguo que se conserva.

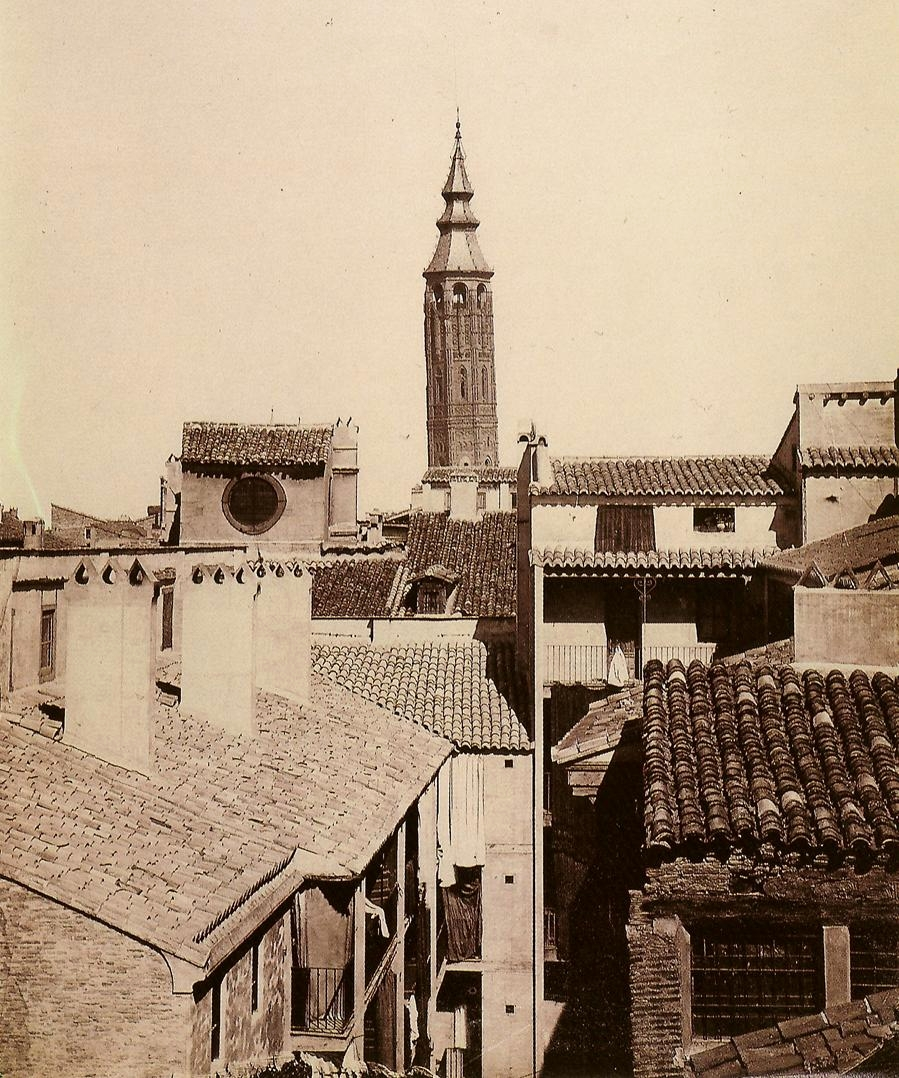
Zaragoza, La torre nueva o torre inclinada (1865-1867). Fotografía original de José Martínez Sánchez, asociado a J. Laurent. Copia a la albúmina, a partir de un negativo de vidrio al colodión húmedo, de 27 × 36 centímetros.

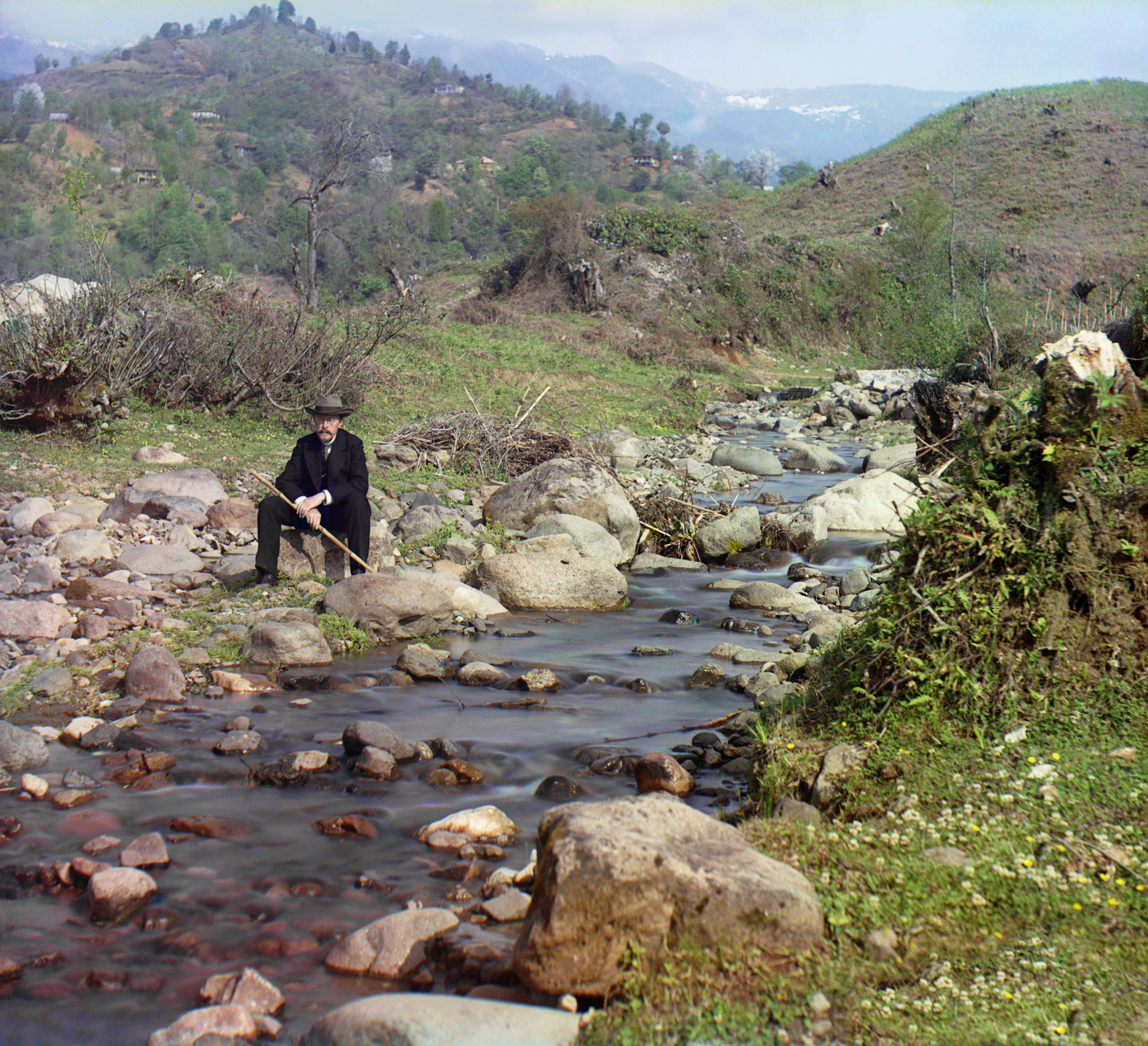
Fotografía en color, hacia 1915, por Serguéi Mijáilovich Prokudin-Gorskii.

La invención de la técnica fotográfica es el resultado de la combinación de diversos descubrimientos técnicos relacionados con la captura y tratamiento de las imágenes. Entre los precursores se encuentran el filósofo chino Mo Di, los griegos Aristóteles y Euclides, que describieron una cámara oscura en los siglos V y IV a. C.; el matemático bizantino Antemio de Tralles, que en el siglo VI utilizó una forma de cámara oscura en sus experimentos; y cuatro siglos después, el matemático árabe Alhacén hizo un claro y profundo estudio acerca de la cámara oscura y la proyección estenopeica. En el campo de la química, San Alberto Magno descubrió las propiedades del nitrato de plata, y Georges Fabricius (1516-1571) las del cloruro de plata. En 1568, Daniele Barbaro describió el mecanismo de un diafragma, y en 1694, Wilhelm Homberg describió el efecto fotoquímico que producía el oscurecimiento de algunos materiales en presencia de la luz. Los artistas ya empleaban la cámara oscura como un recurso para reproducir imágenes y en la L'Encyclopédie de 1751 se describen diferentes tipos que podían utilizarse.
Un primer procedimiento fotográfico experimental fue el heliograbado, descubierto por Joseph Nicéphore Niépce en la década de 1820. En 1826, consiguió su primera imagen (positivo directo) permanente: una vista desde su ventana en Le Gras, utilizando una cámara oscura y como material sensible a la luz una mezcla de betún de Judea. El tiempo de exposición necesario para obtener estas imágenes era muy largo: varias horas en un día soleado. En su búsqueda de un método más efectivo, se asoció con Louis Daguerre y experimentaron con compuestos de plata, fundamentándose en un estudio previo de Johann Heinrich Schulze de 1816, donde mostraba que una mezcla de plata y tiza se oscurecía con la exposición a la luz. Tras la muerte de Niépce en 1833, Daguerre continuó trabajando en solitario, desarrollando en 1837 el procedimiento conocido como daguerrotipo y difundiéndolo al mundo en 1839. Los estudios previos de Niépce fueron ampliamente superados, y por eso la mayoría de los historiadores consideran que 1839 es el año cero de la fotografía propiamente dicha.
La fotografía nace en un momento de tránsito de la sociedad preindustrial a la sociedad industrial, favorecida por las innovaciones técnicas de la época. También influye en su nacimiento la filosofía positivista, que establece que cada elemento de la Naturaleza debe ser probado empíricamente. La burguesía es la clase social dominante del momento, que utiliza el retrato como instrumento de autorrepresentación y afirmación de su ascenso social.
El daguerrotipo consiste en la obtención de una imagen sobre una superficie de plata pulida. Para economizar, lo normal era que las placas fueran de cobre plateado, pues solo era necesario disponer de una cara plateada. La imagen se revelaba con vapores de mercurio, apareciendo en la cara plateada de la placa, que previamente se había sensibilizado con vapores de yodo. Pero era un procedimiento caro y el equipo pesado; se precisaba de un tiempo de exposición alto, de varios minutos, al principio. Además, los vapores de mercurio eran realmente dañinos para la salud.
En 1840, William Henry Fox Talbot desarrolla un sistema negativo-positivo, en otro procedimiento llamado calotipo. Consistía en obtener un negativo de papel, que luego por contacto era positivado sobre otra hoja de papel. El papel se humedecía en una solución ácida de nitrato de plata, antes y después de la exposición, y antes de ser fijada. Supuso el invento de la copia fotográfica, ya que un único negativo podía dar lugar a varios positivos.
En 1842, el astrónomo y químico inglés John Herschel introduce el proceso llamado cianotipia. También fue el primero en aplicar los términos "positivo y negativo" a las imágenes fotográficas. En 1819, Herschel descubrió el poder solvente del hiposulfito de sodio en torno a las sales de plata insolubles, estableciendo un precedente a su utilización como un agente fijador en la fotografía. Informó a Talbot y Daguerre de su descubrimiento en 1839, y que este podía ser utilizado para fijar imágenes de un modo permanente. Hizo el primer negativo de cristal a finales de 1839.
Para mejorar la nitidez de las imágenes (evitando las rugosidades del papel) en 1850 Blanquart Evrard emplea el papel de albúmina. En estas copias a la albúmina, las fibras del papel están recubiertas con una capa de albúmina de huevo. Luego este papel se sensibilizaba en nitrato de plata.
En 1851, Gustave Le Gray presenta el nuevo procedimiento fotográfico del colodión húmedo. El colodión se vierte líquido sobre las placas de vidrio, muy limpias. A continuación, las placas se sensibilizan en un tanque con nitrato de plata, y se cargan en los chasis. Permite la obtención de imágenes negativas muy nítidas. Se llama «colodión húmedo» porque la placa ha de permanecer húmeda durante todo el procedimiento de toma y revelado de las imágenes. Esto suponía que los fotógrafos tenían que llevar consigo un laboratorio fotográfico portátil, a fin de preparar la placa antes de la toma y proceder a revelarla inmediatamente. Se generalizó así el uso de tiendas de campaña y carruajes convertidos en laboratorios para los fotógrafos de viajes que trabajaban en el exterior.
A partir de 1855, triunfa el colodión, el procedimiento más usado en el mundo hasta 1885. Entre los fotógrafos más importantes que trabajaron en España en este periodo, empleando los negativos de vidrio al colodión, hay que citar al británico Charles Clifford, al francés J. Laurent, y al español José Martínez Sánchez. En 1861, el científico escocés James Clerk Maxwell, conocido por su teoría electromagnética, desarrolla un método para ver fotografías en color mediante la superposición de filtros de color rojo, azul, amarillo; obteniendo de esa forma la primera fotografía cromática permanente, mediante la técnica denominada aditiva. En 1862, el fotógrafo y científico francés Louis Ducos du Hauron realizó imágenes en color usando los métodos aditivo (rojo, verde y azul) y sustractivo (cian, magenta y amarillo). En 1871, nace el procedimiento de las placas secas al gelatino-bromuro, que supone el empleo de una placa de vidrio sobre la que se extiende una solución de bromuro, agua y gelatina sensibilizada con nitrato de plata; que ya no necesita mantener húmeda la placa en todo momento. Se rebaja el tiempo de exposición a un cuarto de segundo, lo que permite posteriormente acercarse al concepto de instantánea fotográfica. Pero las placas al gelatino-bromuro solamente triunfaron después de 1880.
En 1888, George Eastman lanza la cámara Kodak. Su gran éxito comercial fue la introducción en el mercado del carrete de película fotográfica, lo que provocó la progresiva sustitución de las placas de vidrio. En 1907, la fábrica Lumière comercializa la fotografía en color. Son diapositivas o transparencias en vidrio, conocidas como placas autocromas o Autochrome. En 1931, se inventa el flash electrónico, que se utiliza sobre todo cuando la luz existente no es suficiente para tomar la fotografía con una exposición determinada. El flash es una fuente de luz intensa y dura, que generalmente abarca poco espacio y es transportable. En 1948, nace la fotografía instantánea de Polaroid: una cámara que revelaba y positivaba la imagen en tan solo 60 segundos.
Hasta la década de 1970, las fotografías en blanco y negro aún era el estándar en las tomas fotográficas de entonces. Finalmente, en 1990, comenzó la digitalización del ámbito fotográfico: las imágenes son capturadas por un sensor electrónico que dispone de múltiples unidades fotosensibles y desde allí se archivan en otro elemento electrónico que constituye la memoria. La fotografía digital juega un papel importante en la sociedad, es una conexión inmediata entre las personas, debido a que pueden compartirse con facilidad y rapidez por cualquier medio electrónico, a diferencia de la fotografía analógica o tradicional, en donde se archivaba como un recuerdo en la memoria de algún evento o situación pasada, por el contrario el tiempo de uso de la fotografía digital es menor e inmediato y esta pierde su razón cuando la persona no la encuentra o la elimina.
Si bien la digitalización de las cámaras ya se había dado en la década de 1990, es recién en la década del 2000 donde se hace masivo su uso, con la incorporación de cámaras digitales en los teléfonos celulares y demás dispositivos electrónicos.

## Funcionamiento de la cámara
La cámara oscura es el dispositivo formador de la imagen, mientras que la película fotográfica o el sensor electrónico se encargan de captarla. El almacenamiento de las imágenes capturadas depende del tipo de cámara, quedando guardadas en la misma película si se trata de máquinas clásicas, o en algún dispositivo de memoria en las digitales. En este último caso, la imagen resultante se almacena electrónicamente como información digital, pudiendo ser visualizada en una pantalla o reproducida en papel o en película.
Para realizar una toma, el fotógrafo configura previamente la cámara y la lente con el fin de ajustar la calidad de la imagen lumínica a ser proyectada sobre el material fotosensible. Al dispararse el obturador, dicho material es finalmente expuesto, provocando en él alteraciones químicas o físicas que constituyen una «imagen latente», aún no visible pero presente en su estructura interna. Tras un proceso adecuado, esta información se convierte en una imagen utilizable. En las cámaras clásicas el material sensible es una película o placa fotográfica; mientras que las digitales utilizan dispositivos electrónicos sensibles a la luz, que pueden estar basados en tecnología CCD o en CMOS.
La cámara de cine es un tipo especial de cámara fotográfica que toma una secuencia rápida de fotografías en tiras de película. Cuando se reproducen a una determinada velocidad los ojos y el cerebro de una persona unen la secuencia de imágenes separadas y se crea la sensación de movimiento.
En todas las cámaras, excepto en algunas especializadas, el proceso de obtención de una exposición correcta se produce a través del ajuste de una serie de controles con los que se trata que la fotografía sea clara, nítida y bien iluminada. Los controles habituales que se incluyen son los siguientes:
| Control                                                    | Descripción |
| ---------------------------------------------------------- | --- |
| Enfoque                                                    | El ajuste que sitúa el punto más nítido de la imagen donde se desee. En las cámaras modernas, existen puntos de autoenfoque sobre los que el sistema de autoenfoque de la cámara trata de enfocar. |
| Apertura                                                   | El ajuste del diafragma de la lente, medible mediante el número f, el cual controla la cantidad de luz que pasa a través del objetivo. La apertura tiene efecto en dos elementos: la profundidad de campo y la difracción: cuánto más alto sea el número f, más pequeña será la apertura, menor la cantidad de luz que entre por el objetivo, mayor la profundidad de campo y también mayor el efecto difuminador de la difracción. La longitud focal dividida por el número f es lo que da el diámetro efectivo de la apertura. |
| Velocidad de obturación                                    | El ajuste del lapso durante el cual el captor o la película es expuesto a la luz en cada toma. Las velocidades de disparo rápidas, lo que supone tiempos de exposición cortos, disminuyen la cantidad de luz. Así como la posibilidad de trepidación debida al pulso, cuando se usa la cámara sin trípode. |
| Balance de blancos                                         | En equipos digitales, la compensación electrónica de la temperatura de color asociada a unas determinadas condiciones lumínicas, asegurándose que la luz blanca es registrada como tal en el captor de imagen y, por lo tanto, los colores en la imagen parecerán naturales. En las cámaras de carrete, esta función se ejerce mediante la elección de determinados tipos de película fotográfica o con filtros correctores de color. Además de usar el balance de blancos para registrar la coloración natural de la imagen, los fotógrafos la pueden emplear con fines estéticos, por ejemplo, para obtener temperaturas de color más cálidas.                                                          |
| Medición                                                   | Cálculo de la exposición, de tal forma que tanto las luces altas como las sombras estén expuestas según las intenciones del fotógrafo. Antes de haber exposición automática en las cámaras, esta era calculada mediante el uso de un dispositivo medidor de luz llamado exposímetro o mediante el conocimiento y la experiencia del fotógrafo a la hora de tomar las medidas. Para convertir una determinada cantidad de luz en un determinado tiempo de exposición y apertura usables, el medidor necesita que es ajuste la sensibilidad ASA de la película o ISO del captor a la luz. |
| Escala de sensibilidad fotográfica ASA/DIN/ISO del captor. | Tradicionalmente ha sido usada para indicar a la cámara la velocidad ASA/DIN de la película utilizada en cámaras de película. Hoy en día las velocidades ISO son empleadas en las cámaras modernas para indicar la ganancia de luz del sistema en formato numérico y para controlar el sistema de exposición automático. Cuanto mayor sea el número ISO, mayor será la sensibilidad de la película o del captor a la luz, mientras que con un número ISO menor, la película es menos sensible a la luz. Con una correcta combinación de velocidad ISO, apertura, y velocidad de disparo se consigue una imagen que no es ni demasiado oscura ni demasiado clara, y por lo tanto 'correctamente expuesta'. |

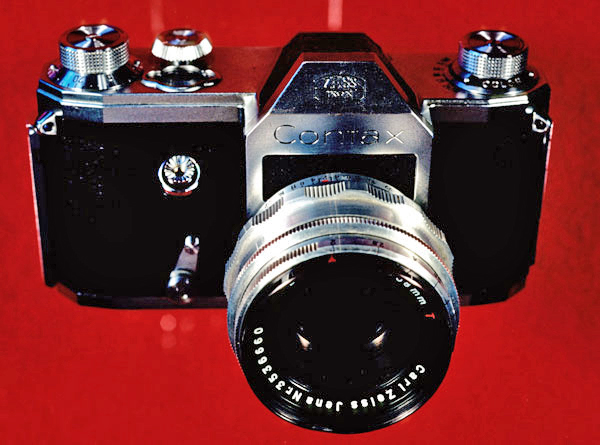
Una cámara histórica: Contax-S de 1949 —la primera cámara réflex con pentaprisma—

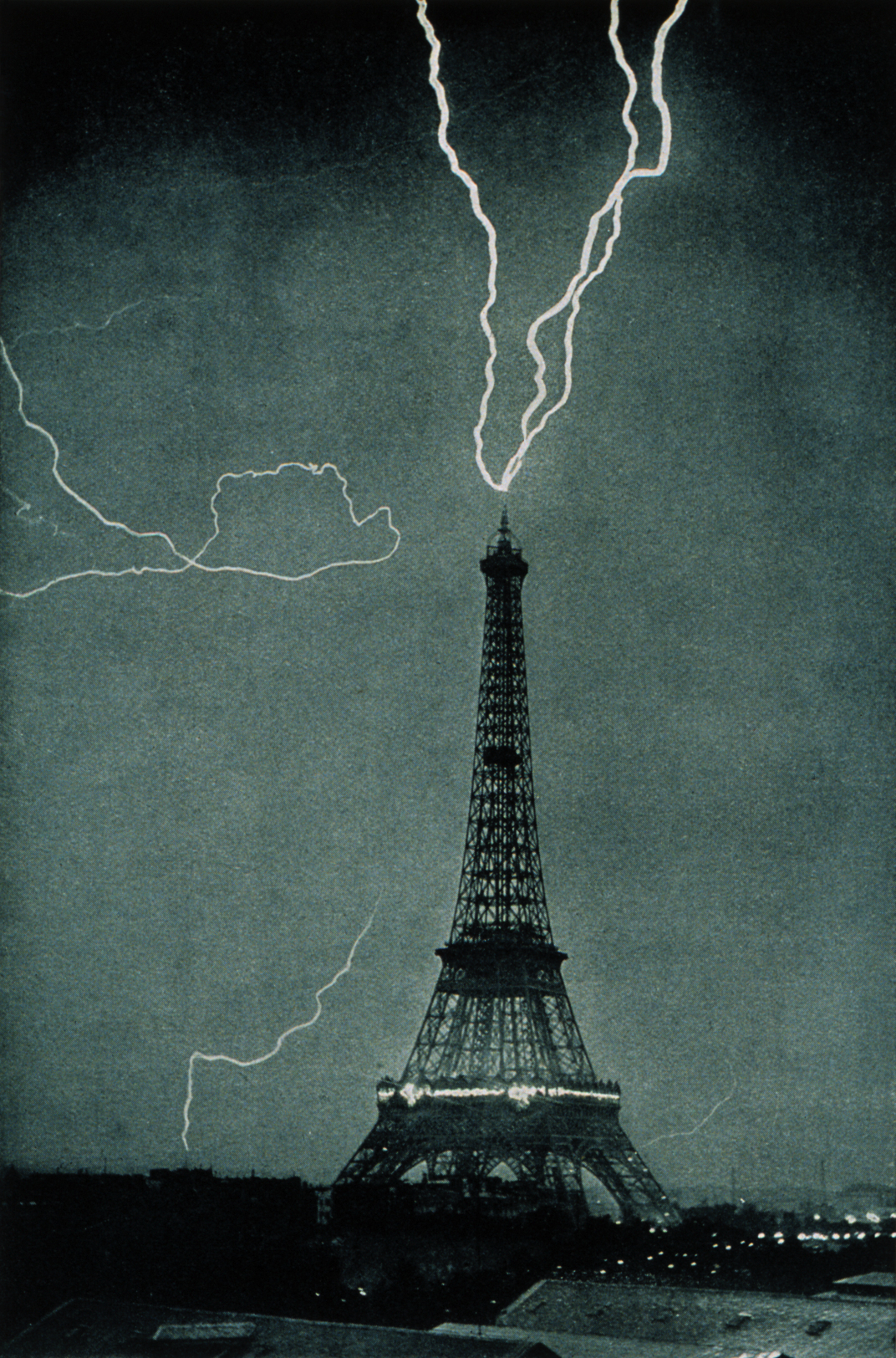
Torre Eiffel, 1902.

Otros elementos también pueden tener un efecto pronunciado sobre la calidad o la estética de una fotografía; entre ellos los siguientes:
- Longitud focal y tipo de objetivo (Teleobjetivo u objetivo "largo", Objetivo macro, gran angular, ojo de pez, u objetivo zoom)
- Filtros fotográficos, se sitúan entre el sujeto a fotografiar y el captor, pudiendo situarse por delante o detrás del objetivo.
- Sensibilidad del medio a la intensidad de la luz y longitud de onda de cada color.
- La naturaleza del captor de luz; por ejemplo, su resolución medida en pixeles o granos de haluro de plata.

## Proceso

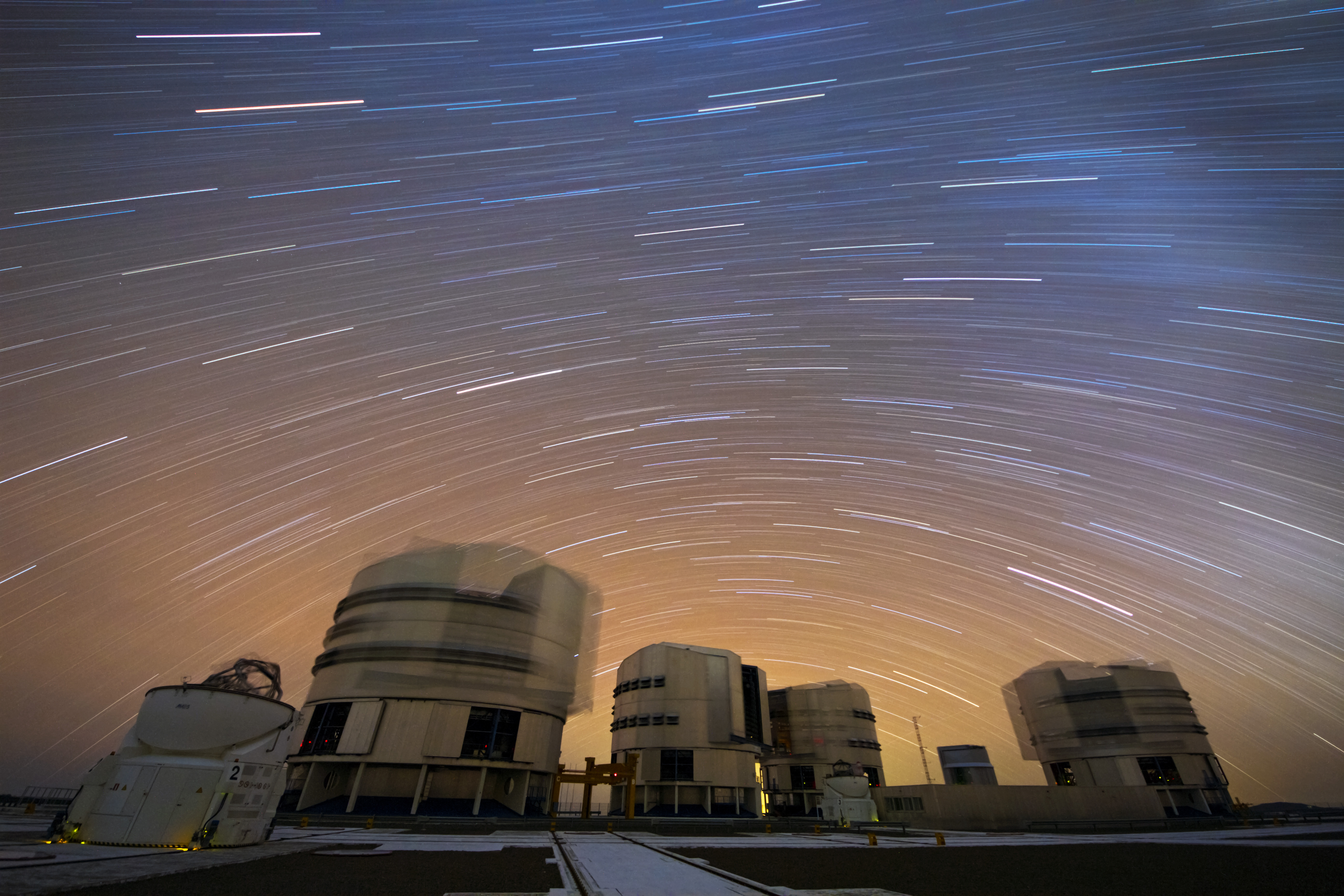
Fotografía de larga exposición del Very Large Telescope.

Las fotografías no digitales se producen con un proceso químico de dos pasos. En el proceso de dos pasos, la película sensible a la luz captura una imagen negativa (los colores y las luces/oscuridad se invierten). Para producir una imagen positiva, lo más habitual es transferir ("imprimir") el negativo sobre papel fotográfico. La impresión del negativo en película transparente se utiliza para fabricar películas cinematográficas.
Alternativamente, la película se procesa para invertir la imagen negativa y obtener transparencias positivas. Estas imágenes positivas suelen montarse en marcos, denominados diapositivas. Antes de los recientes avances de la fotografía digital, los profesionales utilizaban mucho las transparencias por su nitidez y precisión en la reproducción del color. La mayoría de las fotografías publicadas en revistas se tomaban con transparencias en color.

## Tipos de fotografías
Originalmente, todas las fotografías eran monocromáticas o pintadas a mano en color. Aunque ya en 1861 existían métodos para revelar fotos en color, no se generalizaron hasta los años 40 o 50, y aun así, hasta los años 60 la mayoría de las fotografías se tomaban en blanco y negro. Desde entonces, la fotografía en color ha dominado la fotografía popular, aunque todavía se utiliza el blanco y negro, por ser más fácil de revelar que el color.
Las imágenes en formato panorámico pueden tomarse con cámaras como la Hasselblad Xpan en película estándar. Desde la década de 1990, las fotos panorámicas están disponibles en la película Advanced Photo System (siglas en Inglés APS. En Español Sistema de fotografía avanzado). APS fue desarrollado por varios de los principales fabricantes de películas para ofrecer una película con diferentes formatos y opciones informatizadas disponibles, aunque las panorámicas APS se creaban utilizando una máscara en cámaras con capacidad panorámica, mucho menos deseable que una verdadera cámara panorámica, que consigue su efecto mediante un formato de película más amplio. APS ha perdido popularidad y se ha dejado de utilizar.
La llegada del microordenador y la fotografía digital han propiciado el auge de las impresiones digitales. Estas impresiones se crean a partir de formatos gráficos almacenados como JPEG (sigas en Inglés para Joint Photographic Experts Group), TIFF (sigas en Inglés para Tagged Image File Format) y RAW. Entre los tipos de impresoras utilizados se encuentran las impresoras de inyección de tinta, las impresoras de sublimación, las impresoras láser y las impresoras térmicas. Las impresiones de inyección de tinta reciben a veces el nombre acuñado de "Giclée".
La Web ha sido un medio popular para almacenar y compartir fotos desde que Tim Berners-Lee publicó la primera fotografía en 1992 (una imagen del grupo musical Les Horribles Cernettes del CERN (sigas en Inglés para European Organization for Nuclear Research), nombre en Español Organización Europea para la Investigación Nuclear). Hoy en día, millones de personas utilizan sitios populares como Flickr, Photobucket y 500px para compartir sus imágenes.

## Conservación

### Carpetas de papel
El almacenamiento ideal de las fotografías consiste en colocar cada una de ellas en una carpeta individual fabricada con papel tamponado o libre de ácido. Las carpetas de papel tamponado se recomiendan especialmente en los casos en que una fotografía se haya montado previamente en un material de mala calidad o con un adhesivo que provoque aún más la creación de ácido. Guarde las fotografías que midan 8x10 pulgadas o menos verticalmente a lo largo del borde más largo de la foto en la carpeta de papel tamponado, dentro de una caja de archivo más grande, y etiquete cada carpeta con la información pertinente para identificarla. La naturaleza rígida de la carpeta protege la foto de desprendimientos o arrugas, siempre que la caja no esté demasiado apretada o poco llena. Las fotos más grandes o frágiles pueden apilarse en plano dentro de cajas de archivo con otros materiales de tamaño similar.

### Cerramientos de poliéster
El más estable de los plásticos utilizados en la conservación de fotografías, el poliéster, no genera ningún elemento químico nocivo, ni tiene capacidad para absorber los ácidos generados por la propia fotografía. Las fundas y el encapsulado de poliéster han sido elogiados por su capacidad para proteger la fotografía de la humedad y la contaminación ambiental, ralentizando la reacción entre el objeto y la atmósfera. Esto es cierto, pero con la misma frecuencia el poliéster atrapa estos elementos junto al material que debe proteger. Esto es especialmente arriesgado en un entorno de almacenamiento que experimenta fluctuaciones drásticas de humedad o temperatura, lo que provoca ferrotipado, o adherencia de la fotografía al plástico.
Las fotografías enfundadas o encapsuladas en poliéster no pueden almacenarse verticalmente en cajas porque se deslizarían unas junto a otras dentro de la caja, doblándose y plegándose, ni el archivero puede escribir directamente sobre el poliéster para identificar la fotografía. Por lo tanto, es necesario apilar las fotografías protegidas con poliéster horizontalmente dentro de una caja o encuadernarlas en una carpeta de tres anillas. Apilar las fotos horizontalmente dentro de una caja plana reducirá en gran medida la facilidad de acceso, y los archivadores dejan tres lados de la foto expuestos a los efectos de la luz y no sujetan la fotografía uniformemente por ambos lados, lo que provoca que se desplome y se doble dentro del archivador. El plástico utilizado para las carcasas se ha fabricado para que sea lo menos friccionante posible, a fin de evitar que las fotos se rayen al introducirlas en las fundas. Desafortunadamente, la naturaleza resbaladiza de la funda genera una acumulación de electricidad estática que atrae el polvo y las partículas de pelusa. La estática también puede atraer el polvo al interior de la funda, donde puede rayar la fotografía.
Asimismo, estos componentes que ayudan a la inserción de la fotografía, denominados agentes deslizantes, pueden descomponerse y transferirse del plástico a la fotografía, donde se depositan en forma de película aceitosa, atrayendo más pelusas y polvo. Por el momento, no existe ninguna prueba que evalúe los efectos a largo plazo de estos componentes sobre las fotografías. Además, las fundas de plástico pueden presentar pliegues o arrugas en la superficie que arañan la emulsión durante su manipulación.

### Manipulación y cuidados
Lo mejor es dejar las fotografías tumbadas sobre la mesa cuando se vayan a ver. No se deben coger de una esquina ni de los lados. Cada vez que la fotografía se dobla, aunque sea un poco, esto puede romper la emulsión. La propia naturaleza de encerrar una fotografía en plástico incita a los usuarios a cogerla; los usuarios tienden a manipular las fotografías encerradas en plástico con menos delicadeza que las fotografías no encerradas, simplemente porque creen que la carcasa de plástico hace que la fotografía sea impermeable a cualquier manipulación indebida. Mientras una foto esté en su carpeta, no es necesario tocarla; basta con sacar la carpeta de la caja, colocarla en posición horizontal sobre la mesa y abrir la carpeta. Si por alguna razón los investigadores o archiveros tienen que manipular la foto en sí, por ejemplo para examinar el reverso en busca de escritura, pueden utilizar guantes si parece que hay riesgo por aceites o suciedad en las manos.

## Aplicaciones científicas

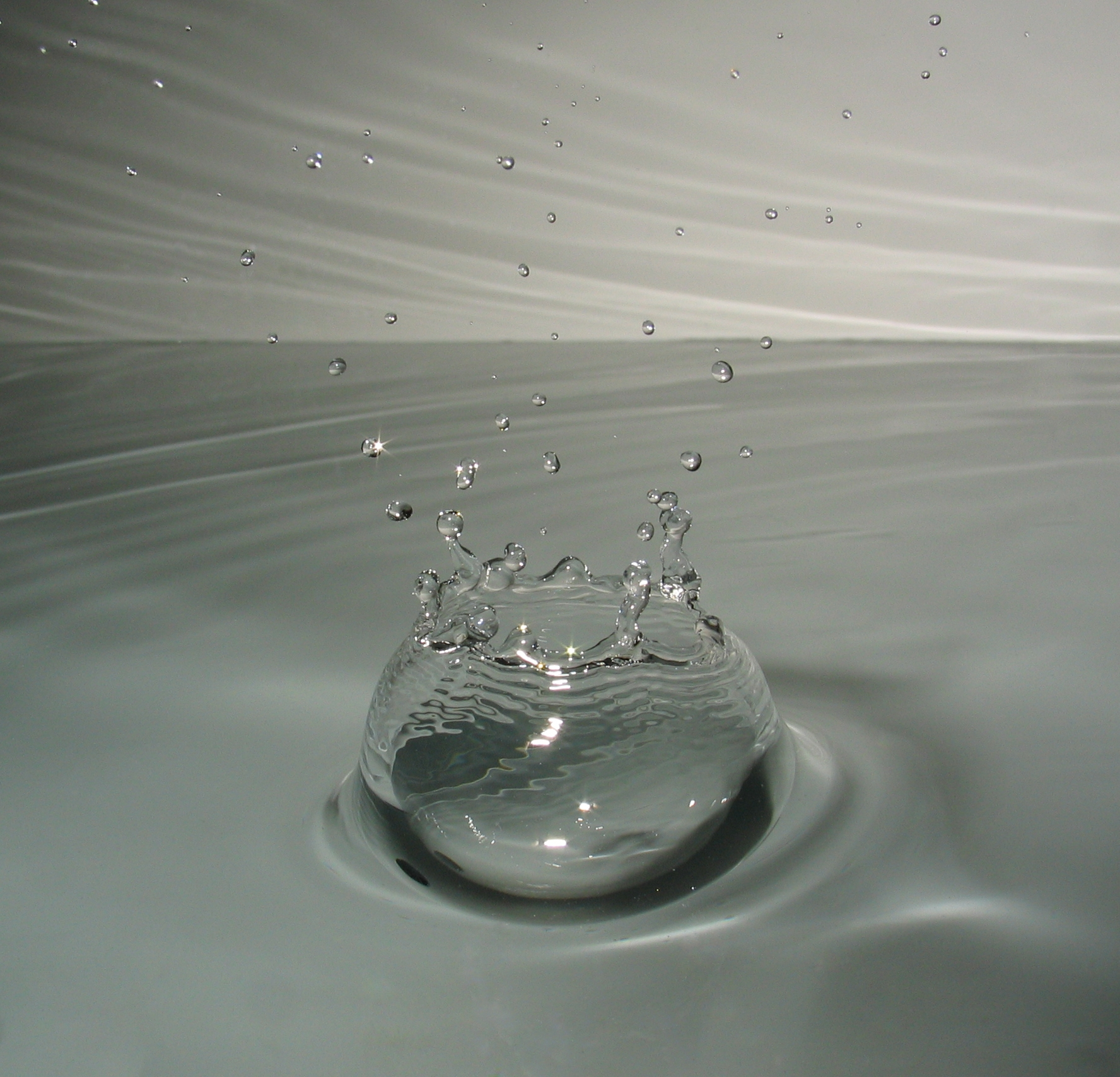
Impacto de una gota.

La fotografía ha fascinado a muchos científicos, que han aprovechado su capacidad para registrar con precisión todo tipo de circunstancias y estudios. Por ejemplo, durante las investigaciones dedicadas a la locomoción humana y animal, de Eadweard Muybridge (1887).
La fotografía ha constituido desde sus inicios un medio de gran utilidad en la investigación científica. Gracias a su utilización a nivel científico se tiene la posibilidad de registrar fenómenos que no pueden ser observados directamente, como por ejemplo, aquellos que se desarrollan en tiempos muy breves (fotografía ultrarrápida), o extremadamente lentos (fotografía de baja velocidad), aquellos que se producen a escala microscópica, aquellos que afectan a regiones muy vastas de la Tierra o del Espacio (fotografía aérea, orbital, astronómica), aquellos ligados a radiaciones no visibles al ojo humano, o en situaciones en las que no puede estar físicamente el ser humano, etc.
La fotografía científica también tiene un importante componente educativo, enfocado a la comunicación y divulgación científica. A través de determinadas iniciativas de divulgación científica que usan la fotografía como componente principal, se puede dar a conocer de una forma mucho más visual al público general en determinados aspectos de la ciencia y del respeto por el medio ambiente.
Entre las más importantes especializaciones de la fotografía en el campo científico destacan la fotografía ultrarrápida y estroboscópica, la fotografía estereoscópica, la fotografía infrarroja y ultravioleta, la fotografía aérea y orbital, o la fotografía astronómica.
En el contexto de investigación, la fotografía tiene frecuente uso, debido a que permite construir evidencias de las situaciones o circunstancias estudiadas, considerando factores ambientales, de ánimo y de expresión que puedan afectar o ayudar en la investigación, la imagen no solo se debe percibir como un simple objeto que permite guardar y verificar información o datos, sino como una estrategia que permita el análisis y la reconstrucción de la realidad, permitiendo la construcción de relatos que identifiquen, expliquen y muestren hallazgos obtenidos en estas imágenes.

### Fotografía estereoscópica

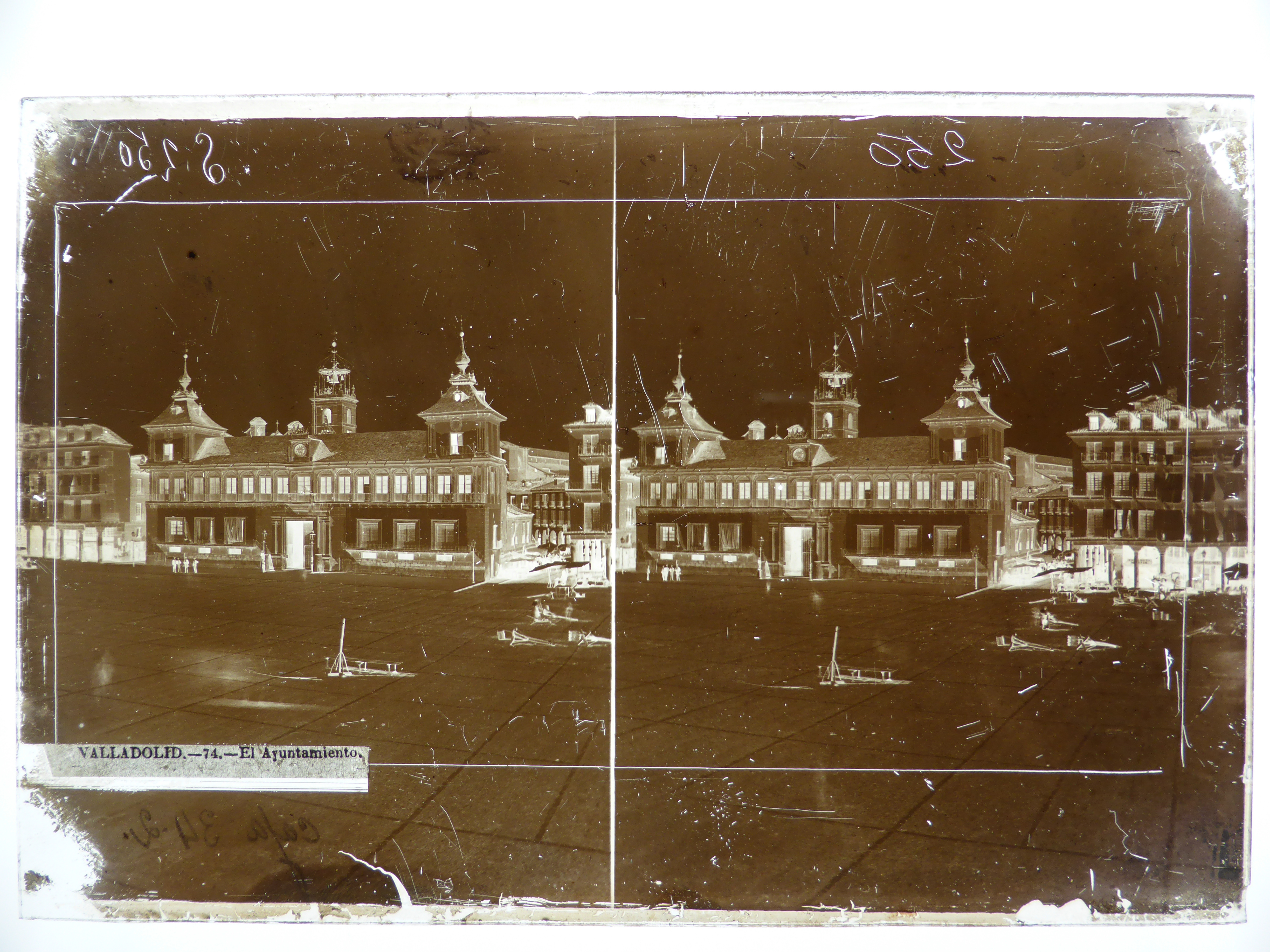
Negativo estereoscópico, de vidrio al colodión húmedo, tomado por J. Laurent, en Valladolid, hacia el año 1865. Fototeca del IPCE.

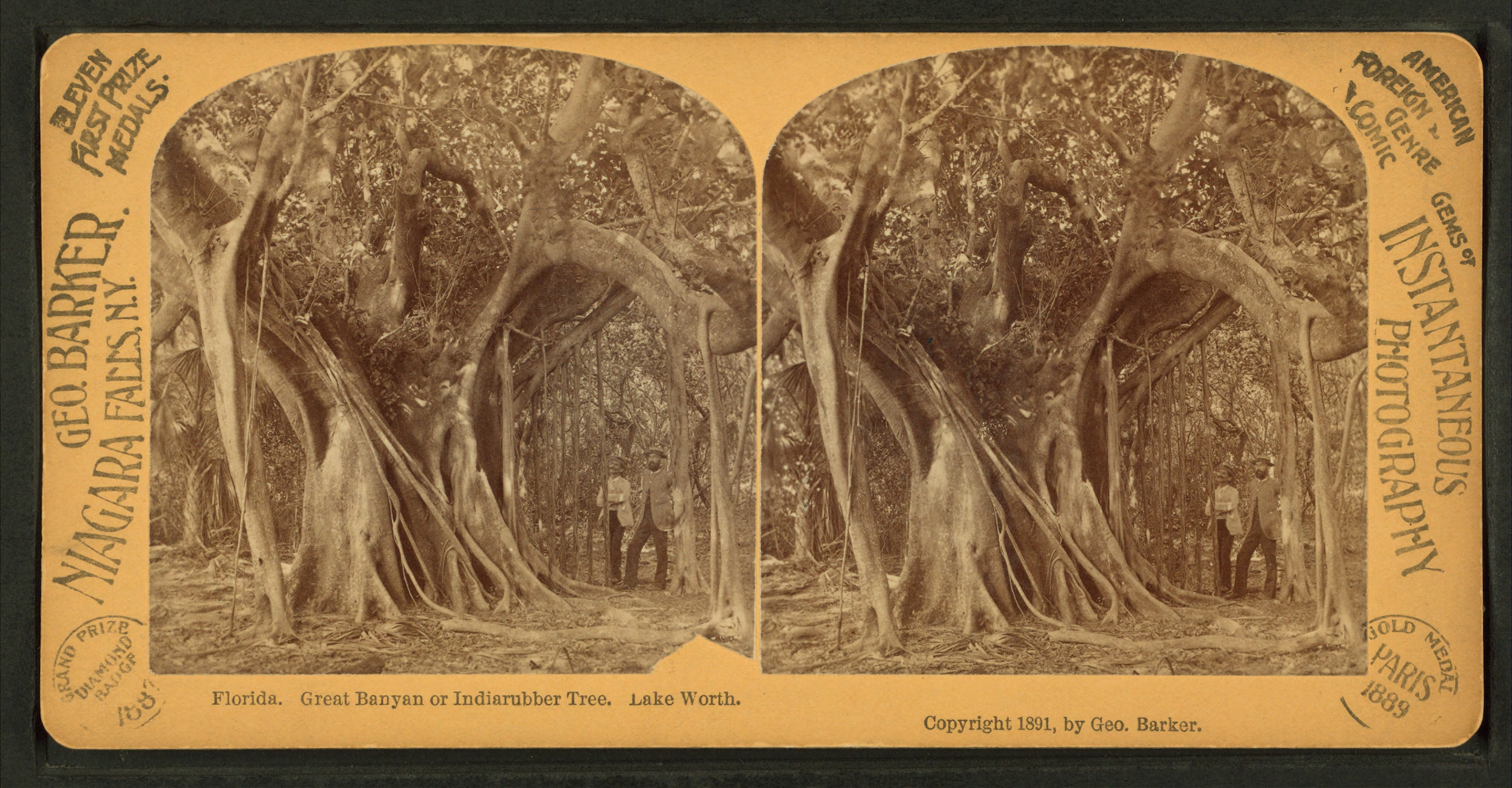
Tarjeta estereoscópica de finales del.

La fotografía reproduce los objetos sobre una superficie plana y la ilusión de la profundidad es lograda exclusivamente gracias a la perspectiva y al claro-oscuro. Sin embargo, resulta posible reproducir el efecto de la visión binocular observando separadamente con nuestros ojos dos imágenes tomadas desde puntos de vista a distancia pupilar, o mayor. El procedimiento está basado en colocar en el mismo plano y contiguas dos fotografías del mismo objeto, desde ángulos distintos, en la primera fotografía se aprecia un detalle ligeramente angulado hacia la izquierda del objeto, y en la segunda fotografía se aprecia un detalle desde el lado derecho. Las dos imágenes proyectadas sobre dos planos (por ejemplo, P1 y P2) paralelos y situados continuamente son vistas por nuestros ojos como una sola imagen; los ejes ópticos son paralelos y no hay un ángulo de convergencia.
Las primeras imágenes estereoscópicas de la historia de la fotografía son unos daguerrotipos del año 1842.
La fotografía estereoscópica estuvo muy de moda en varias décadas del siglo XIX. Muchos fotógrafos realizaban vistas estereoscópicas utilizando cámaras especiales de dos objetivos, o bien con cámaras de un objetivo desplazable lateralmente. Autores clásicos, como J. Laurent, tomaban sistemáticamente vistas estereoscópicas, además de las normales. El Ministerio de Cultura de España conserva, en el Archivo Ruiz Vernacci, cerca de 1000 placas estereoscópicas de Laurent, del procedimiento de vidrio al colodión húmedo, en el formato 13 x 18 centímetros, con vistas de España fechables entre los años 1857 y 1880, y de Portugal del año 1869. Además se conservan otras 11 000 placas de vidrio de formatos mayores, realizadas tanto por Laurent como por sus colaboradores.
La imagen estereoscópica también es utilizada para fines cartográficos.

### Fotografía con luz infrarroja y ultravioleta

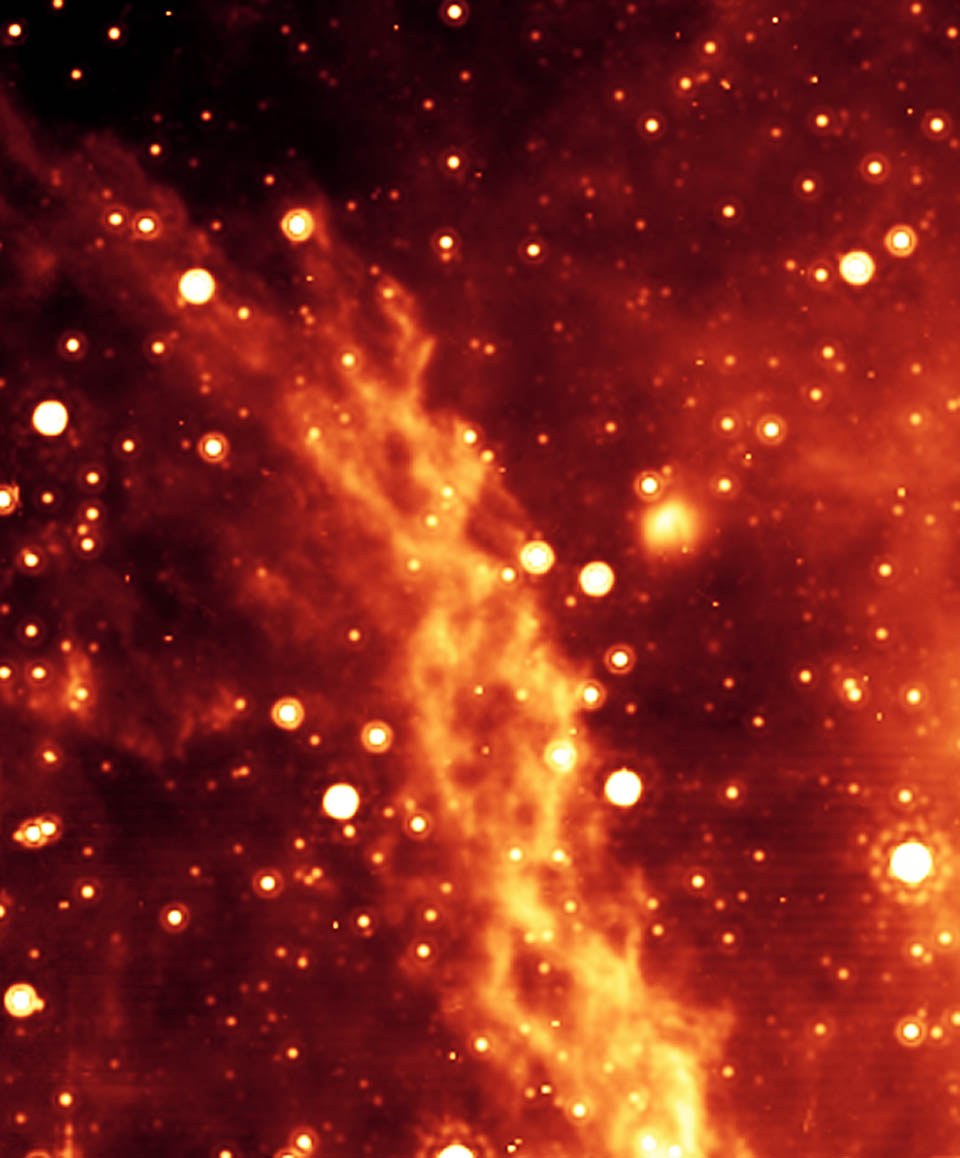
Imagen del telescopio Spitzer en el espectro infrarrojo.

Las películas normales son sensibles a la luz ultravioleta. Uno de los métodos para realizar este tipo de fotografía consiste en utilizar una fuente de luz ultravioleta para iluminar al objeto, de forma que el objetivo de la cámara esté provisto de un filtro que permita únicamente el paso de esta luz. Otro método se sirve de la fluorescencia causada por la luz ultravioleta. El filtro del que está provista la cámara absorbe la luz ultravioleta y permite el paso de la fluorescente. Una importante aplicación de este tipo de fotografía es el estudio de documentos falsificados, ya que la luz ultravioleta detecta los rastros de escritura borrada. Este tipo de fotografía permite obtener imágenes imposibles de ser captadas por la vista del hombre.
Los plásticos y otros productos químicos que reaccionan a la luz ultravioleta sustituyen a la emulsión de haluros de plata de las películas normales en diversos procesos, para producir imágenes fotográficas con la gama ultravioleta del espectro.
En uno de estos procesos, la superficie de sustancias plásticas expuestas a los rayos ultravioleta se endurece en proporción directa a la exposición, y la eliminación de las zonas no endurecidas hace surgir una imagen fotográfica.
En otros procesos se coloca una fina película de productos químicos entre las hojas de plástico. Estos productos químicos emiten burbujas de gas en cantidades proporcionales a la exposición recibida en la zona cuando se les expone a los rayos ultravioletas. Las burbujas crecen y se hacen visibles con la aplicación de calor en las hojas, creando así una transparencia en la que las burbujas de gas forman la imagen.
Otro tipo de plástico, al ser calentado, reacciona químicamente con las burbujas de gas, de modo que se obtiene en las hojas de plástico una imagen positiva con manchas. La película fotocromática, creada por la National Cash Register Company, utiliza un tinte sensible a la luz ultravioleta. Se pueden obtener enormes ampliaciones, ya que este tinte no posee estructura granular. Por ejemplo, se pueden conseguir ampliaciones de una película que contenga un libro entero en un espacio del tamaño de un sello o estampilla de correos.

### Fotografía aérea y fotografía orbital

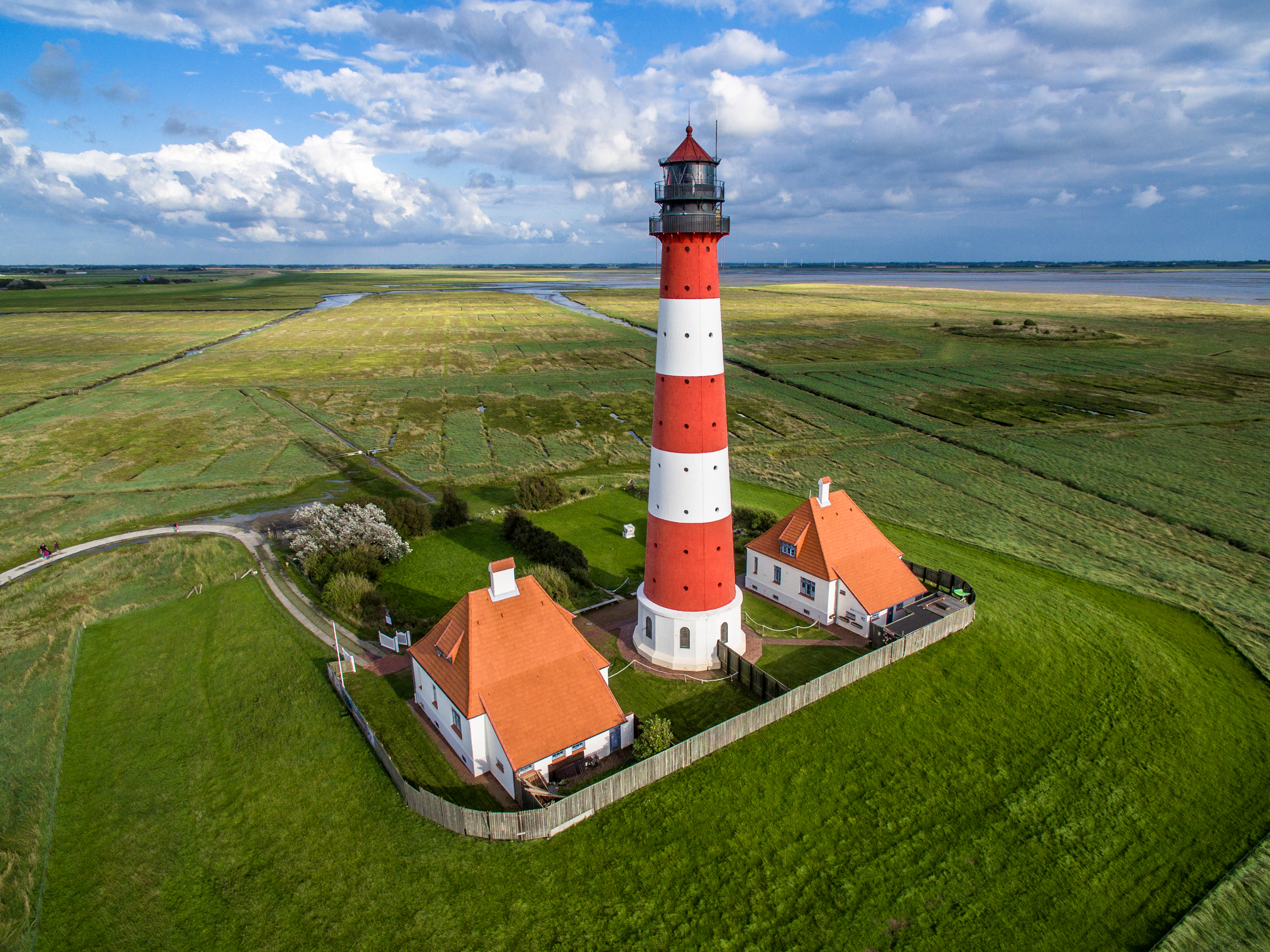
Una fotografía aérea del faro de Westerheversand, Alemania hecha con un dron.

La fotografía aérea supone un análisis de la superficie terrestre mediante el empleo de máquinas fotográficas instaladas a bordo de diversos medios aéreos. Encuentra aplicaciones en el campo de la investigación arqueológica o geológica, así como en agricultura para recabar información sobre la naturaleza de los terrenos y la extensión de los cultivos, o en el campo militar para obtener información sobre objetivos estratégicos. En arqueología se utiliza como método de prospección del subsuelo para descubrir estructuras en el subsuelo sin necesidad de excavar.

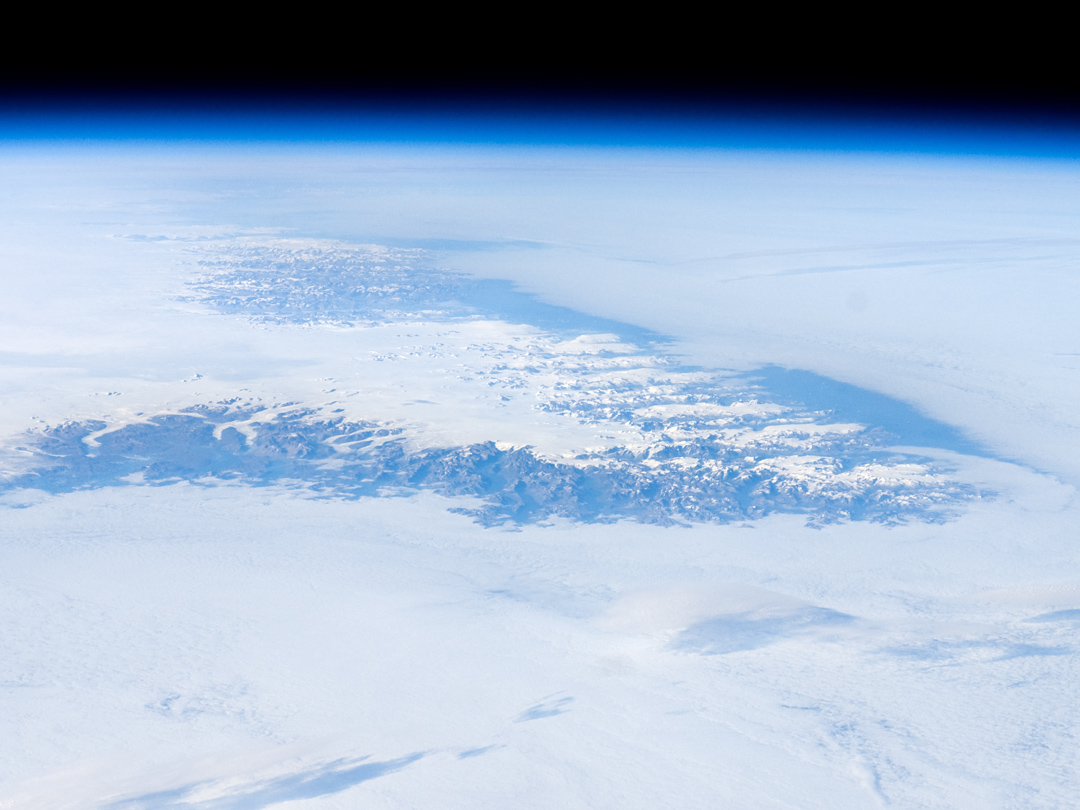
Fotografía orbital de Groenlandia; foto: NASA, agosto de 2008.

Desde el comienzo del siglo XXI, la fotografía aérea desde aviones y helicópteros no tripulados (drones) vive un crecimiento notorio. Estos drones están generalmente equipados de herramientas de navegación (GPS, giroscopio, etc.). Sin embargo, son pocos los países que han establecido normas específicas para regular el vuelo de estas naves: el comportamiento de las autoridades frente al vuelo de drones varía en cada nación.
La fotografía orbital permite la obtención de imágenes de altura muy superior a aquellas propias de la fotografía aérea, de la cual constituye una extensión, mediante aparatos fotográficos situados sobre vehículos espaciales o satélites en órbita en torno a la Tierra. Entre sus varias aplicaciones cabe señalar los estudios meteorológicos, la investigación sobre la contaminación de los mares o sobre los recursos naturales, etc.

### Fotografía subacuática

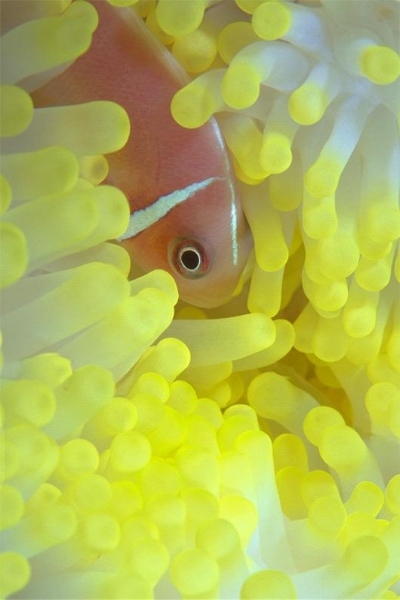
Macrofotografía subacuática de un pez payaso rosa protegiéndose entre los tentáculos de una anémona

A pesar de que la fotografía subacuática es una modalidad muy practicada en el buceo deportivo, e incluso una especialidad competitiva de la Federación Española de Actividades Subacuáticas (FEDAS), se trata de una especialidad fotográfica muy utilizada por diferentes ciencias entre las que cabe mencionar: arqueología subacuática, biología marina o de aguas continentales, ecología u oceanografía. Tres son las dificultades fotográficas que plantea el medio subacuático a los fotógrafos: la alta presión del medio que hace que los equipos fotográficos deban ser no solo totalmente estancos sino resistentes a la presión, o bien protegidos en el interior de cajas estancas especiales; la falta de luz del entorno subacuático y el efecto de filtrado selectivo de los colores en la columna de agua, lo que hace que habitualmente se deban emplear complejos equipos de flash para restaurar la coloración original de los sujetos fotografiados; y la difracción del agua que hace que los objetivos fotográficos aumenten su longitud focal con respecto a la que tienen en la fotografía subaérea.
Existen diversos tipos de fotografía con un enfoque distinto a lo anterior, dependiendo del entorno y el propósito para la cual fue capturada. La fotografía publicitaria, relacionada directamente con la promoción y publicidad de bienes y servicios para el consumo. La fotografía documental, histórica o periodística enfocada a fines informativos de reportaje o seguimiento de un evento histórico. La fotografía científica, muestra imágenes que no se pueden ver a simple vista y es capturada a través de diversos instrumentos y herramientas sofisticadas como telescopios, microscopios y simuladores. La fotografía de paisaje, captura la belleza de la naturaleza y puede ser aérea, submarina o terrestre. La fotografía artística, centrada principalmente en el aspecto estético y la fotografía de retrato, es la más utilizada capturando la imagen de alguna persona u objeto atractivo en un instante de tiempo.

### Macrofotografía
La macrofotografía (del griego makros, grande) es la rama de la fotografía en la que el sujeto fotografiado resulta “más grande” de lo habitual en la fotografía; por ejemplo si el tamaño de una hormiga, abeja o cualquier insecto en la fotografía es igual o más grande que su tamaño en la vida real, esa es una fotografía macro. El principal objetivo de este tipo de fotografía es hacer visibles escenas, sujetos y objetos que cotidianamente pasan desapercibidos. Otros usos más objetivos son el de la investigación biológica, que es un campo que le debe mucho a la fotografía macro, pues esta ha permitido documentar muchos estudios relacionados con muchas especies animales y vegetales.

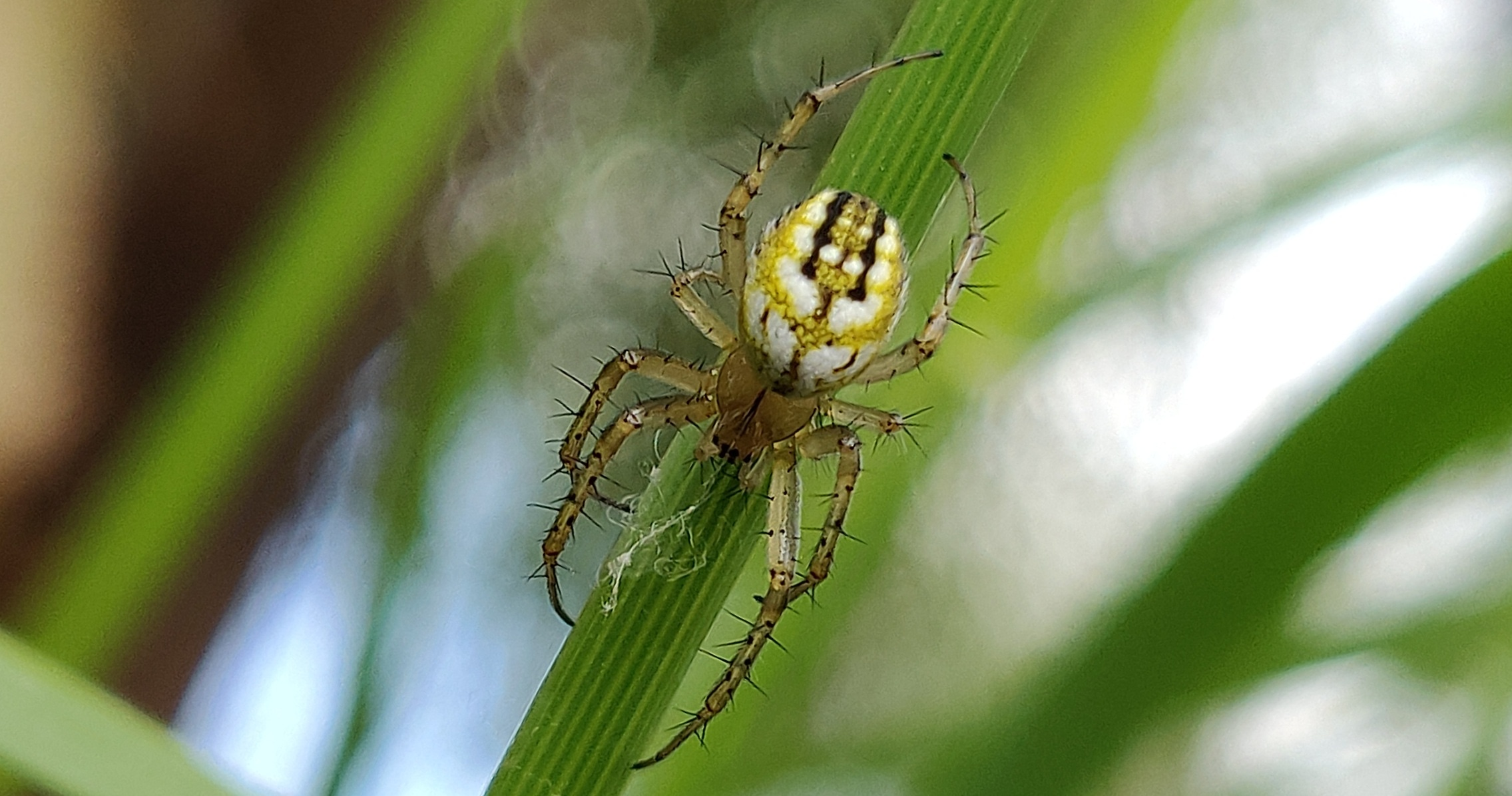

También gracias a la macrofotografía es posible contemplar y disfrutar de algunas joyas u objetos valiosos cuyo tamaño muy reducido normalmente impide que sean apreciados en todo su detalle. Para la macrofotografía es posible iniciar con una cámara compacta en la herramienta MACRO que usualmente está identificada por la imagen en negro de un tulipán, aunque sí se desea profundizar si necesitamos un equipo especial, ya sea este un objetivo o una serie de tubos de extensión o lentes de aproximación. Otra forma de hacerlo es utilizar el objetivo de la cámara invertido, únicamente nos queda el foco que lo conseguiremos acercándonos o alejándonos del objeto a fotografiar. Para utilizar este método se precisa de un anillo adaptador que tiene el propio fabricante de la cámara. Con este sistema perdemos los automatismos utilizados en las cámaras actuales, tanto en diafragma como en enfoque.
Así en general la recomendación sería buscar algún objetivo de distancia focal de entre los 50 y los 90 mm, que lleve la palabra macro en la descripción, y preferiblemente que tenga una apertura de diafragma lo más grande posible (valor f/ bajo), algo así alrededor de los f/2.8 puede ser una opción idónea.
A continuación, la recomendación para objetivo macro para las 4 marcas más populares de cámaras réflex:
- Para Canon: Canon, objetivo EF 100 mm f/2,5 USM con macro
- Para Nikon: Tamron, objetivo digital 90 mm f/2,8 Di 1:1 SP AF con macro y motor integrado
- Para Pentax: Sigma, objetivo 70 mm f/2,8 EX DG con macro
- Para Sony: Tamron, objetivo 60 mm f/2,0 Di II SP AF 1:1 con macro para Sony[36]

## Fotografía como arte

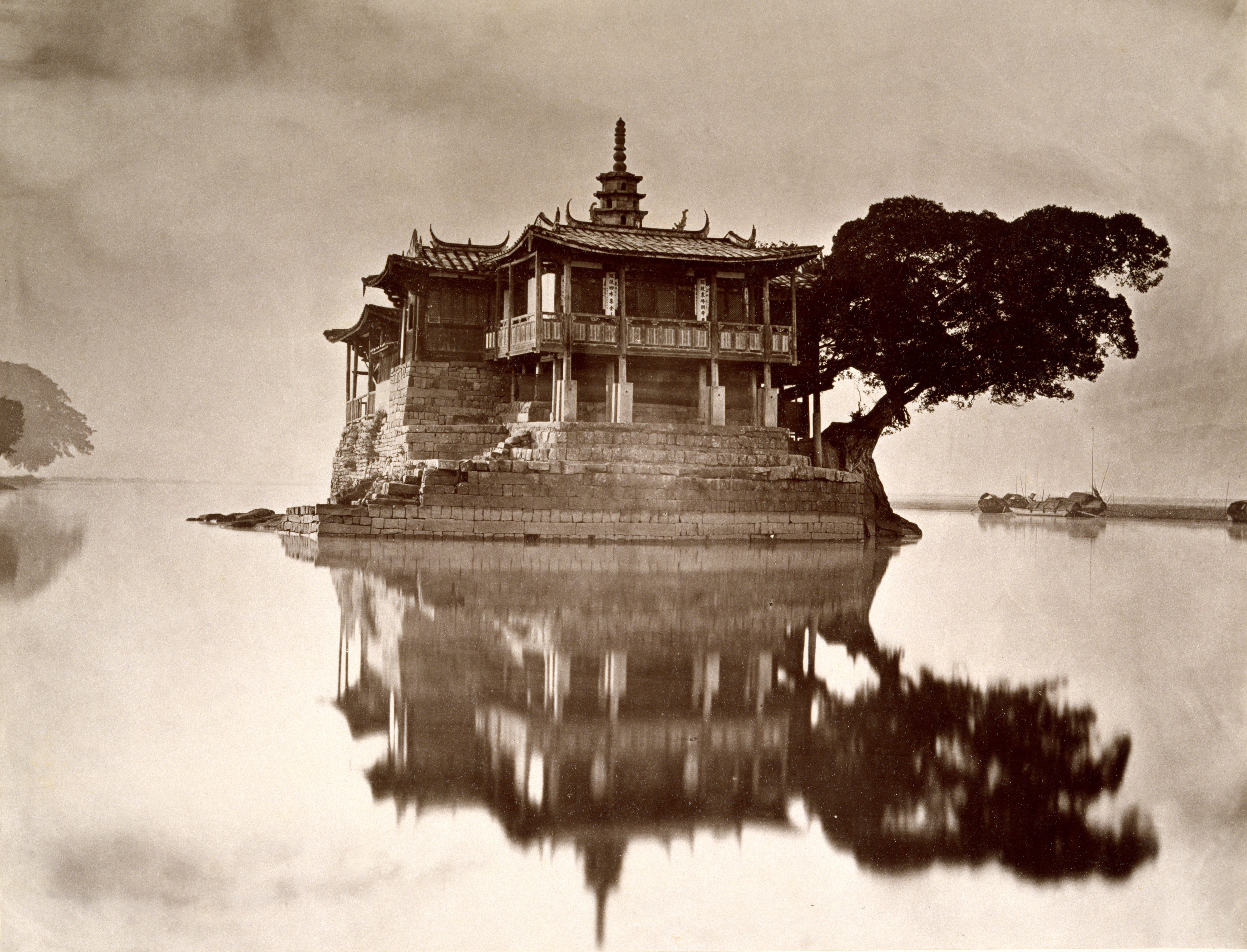
Isla Pagoda en la desembocadura del río Min de John Thomson, 1870.

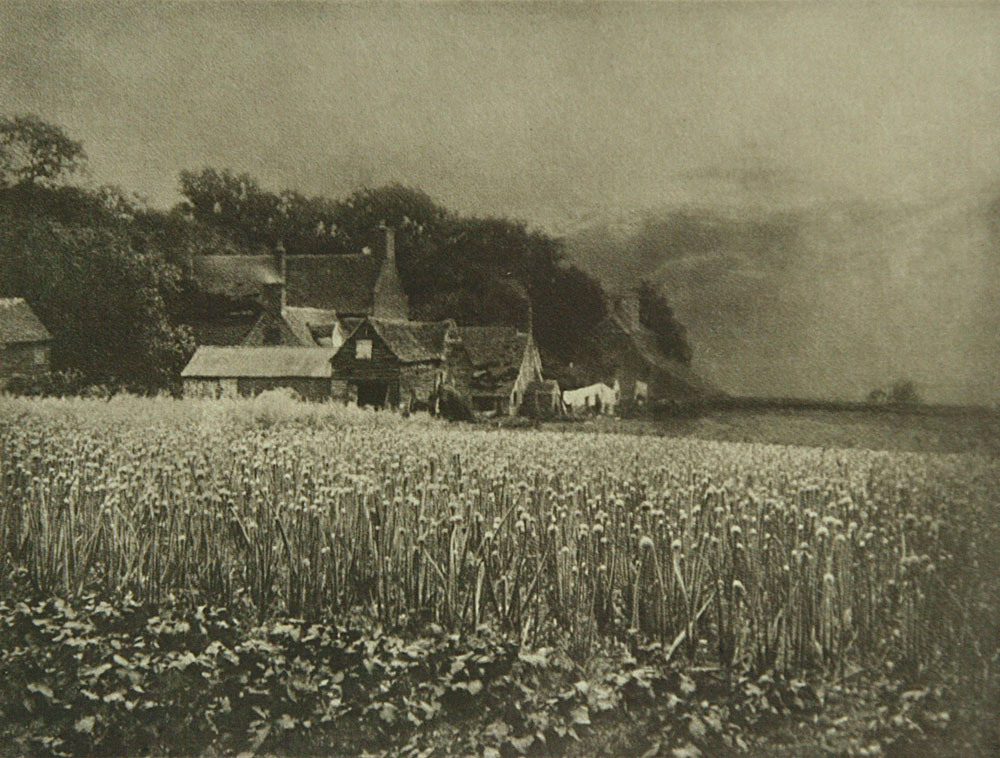
Campo de cebollas de George Davison, 1888.

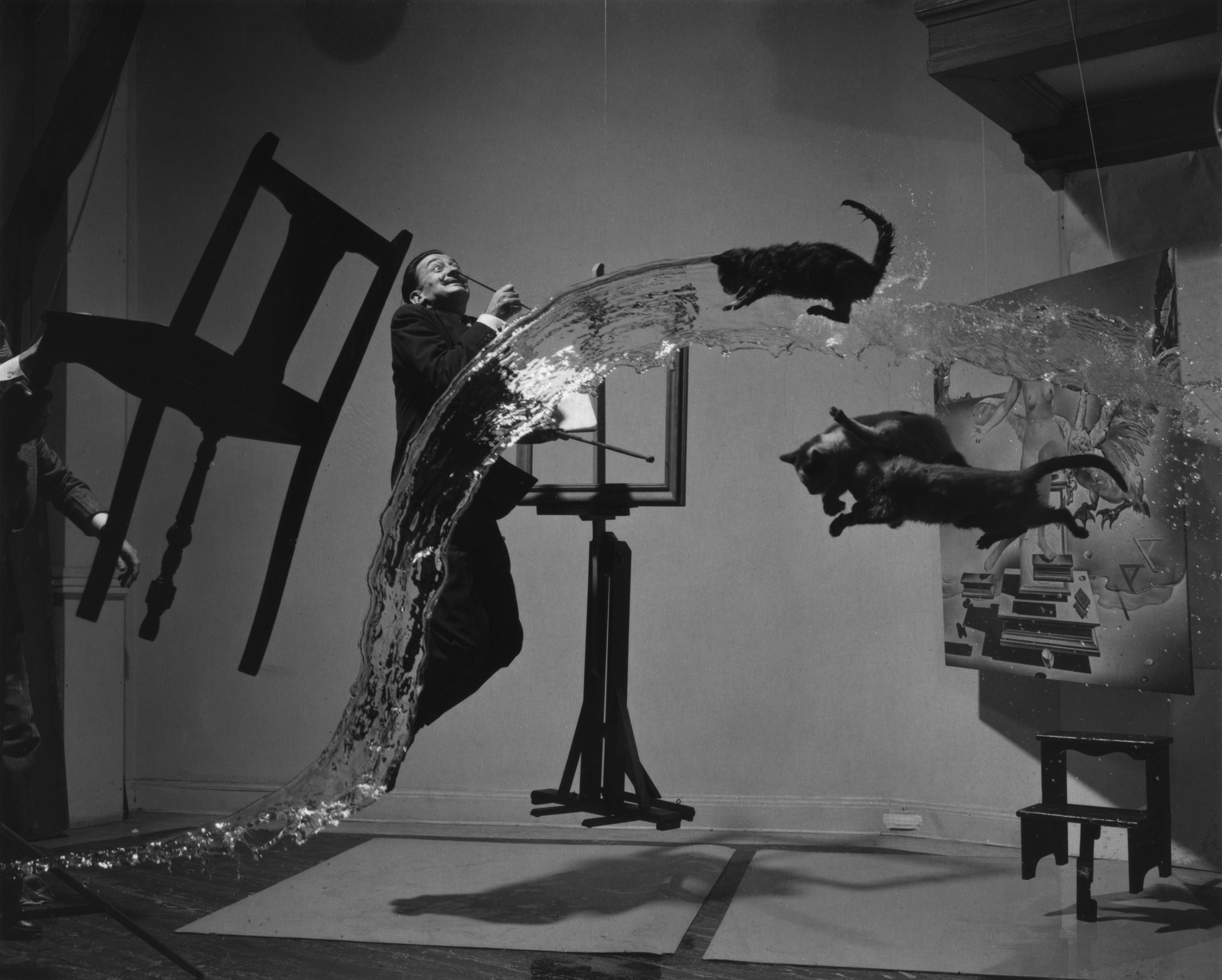
Atomicus Dalí, fotografía de 1948 de Philippe Halsman, donde explora la idea de la suspensión, representando tres gatos que vuelan, un cubo de agua lanzada y Salvador Dalí en el aire.

La fotografía no fue siempre considerada un arte. Su integración al arte fue un proceso muy discutido que comenzó con los fotógrafos retratistas. El retrato fotográfico tuvo gran acogida como reemplazo del retrato pintado ya que aquel era mucho más barato. De hecho, fotógrafos pioneros como Daguerre, fueron antes pintores o dibujantes. Debido a la popularización creciente del retrato fotográfico en detrimento del pintado, gran cantidad de pintores decidieron convertirse en fotógrafos retratistas para sobrevivir. Este fue el caso de Félix Tournachon, Gustave Le Gray y el segundo de los hermanos Bisson. Incluso Paul Delaroche llegó a vaticinar la muerte de la pintura sustituida por la fotografía por el nivel de detalle que esta permitía. Este fue el primer ingreso de la fotografía al medio artístico. Además estos pintores fueron algunos de los que lucharon porque la fotografía fuera considerada un arte.
Muchos pintores sin embargo apoyaban las críticas de Baudelaire en 1859, para quienes los primeros fotógrafos eran pintores fallidos que escondían su falta de talento en lo mecánico de un medio que dejaba escasas posibilidades a la creatividad. Así la fotografía reproduce con exactitud la naturaleza, lo cual impide la subjetividad e imaginación del artista, algo que se considera fundamental en la producción de una obra que se considere artística.
A mediados del siglo XIX apareció una nueva tendencia artística, el naturalismo. La aparición de esta nueva tendencia, centrada en la objetividad, buscaba imitar la realidad y la naturaleza con un alto grado de perfección y despreciaba la subjetividad. Así, el naturalismo fue la puerta que se abrió para dar a la fotografía una verdadera importancia en el arte ya que al imitar de una forma casi perfecta la realidad, superaba ampliamente a la pintura en este aspecto. Por otra parte, el constante desarrollo de la fotografía en esa época, básicamente con las nuevas técnicas sobre la utilización de la luz del sol, dio origen a fotos con un mayor significado estético, lo que llevó a un nuevo acercamiento de la fotografía hacia el arte.
Más tarde se descubrieron técnicas usando clara de huevo, que hacían posible que la imagen por sí misma se quedara grabada en el papel. Esta técnica se fue perfeccionando gracias a la comprensión del fenómeno químico implicado y a una continua experimentación con materiales alternativos. Pronto fue posible tener una caja con un papel fotosensible oculto de la luz, un cañón con el que enfocarla, y un obturador para hacer pasar la luz el tiempo suficiente para que impresionara la película.
La fotografía como arte, ciencia y experiencia humana fueron evolucionado en paralelo durante este tiempo. En cuanto fue posible hacer de la cámara un dispositivo móvil fácil de manejar apareció la posibilidad de influir en el espectador mediante la posición de la cámara y su enfoque, lo que permitían trasladar la subjetividad del fotógrafo a la fotografía, además de ir construyendo un lenguaje artístico.
En sus principios, para que una obra fotográfica sea considerada obra de arte se han tomado como pilares aquellos considerados por la pintura, incluido el retrato, el paisaje, el desnudo, etc.: la belleza y la verdad.
Según la visión de los movimientos vanguardistas (cubismo, futurismo, expresionismo, etc.), el arte tiene que ver con la experimentación de nuevas formas expresivas, convirtiendo así a la cámara en un medio artístico. Algunas experimentaciones fueron mediante combinaciones, solarizaciones (Man Ray), retículas, desenfoques, granulados, encuadres, etc.
En Manthattan, Nueva York se abrió la famora Photosecession de Stiegliz que hizo que la fotografía alcanzara estatus de obra de arte e introdujo la vanguardia europea en América, exponiendo obras de Cézanne, Picasso, Matisse entre otros. Luego se sumaron los dadaístas y los surrealistas, quienes tuvieron gran aceptación en América. Para entonces la fotografía era un medio de expresión plástica con valores que radican en el factor mecánico. A Marcel Duchamp se le atribuye la frase «arte es lo que el artista dice que es arte», como una provocación contra el esteticismo elitista dominante.
De esta manera el fotógrafo artista vuelve a recuperar su sensibilidad, su visión singular. Así artistas como Man Ray mezclaban la fotografía con la pintura, el grabado creando imágenes singulares, collages y fotomontajes. Por otra parte, ya entonces, y aun hasta la actualidad, estas producciones fotográficas son consideradas obras de arte desde el momento en que informan, transforman, revelan, cuestiona, etc.
Ya en las décadas de 1970 y 1980, escritores como Craig Owens, argumentaron que la tarea fundamental del arte era reflexionar sobre cómo las imágenes crean significado.
Como señala el artista y escritor Victor Burgin en su artículo de 1977 titulado «Looking at Photographs»: «La fotografía es un lugar de trabajo, un espacio estructurado y estructurante en cuyo interior el lector despliega, y es desplegado por los códigos con los que está familiarizado con el fin de crear sentido».
La fotografía se convierte así en un medio ideal para crear sentido en los más diversos temas. Robert Mapplethorpe, por ejemplo, utilizó la fotografía como medio para abordar temas de identidad sexual, entre otros.
A su vez, como toda obra de artes es inherente a su contexto, la fotografía refleja los distintos tiempos en que se desarrolla.
En su libro de 1996 El arte moderno en la cultura de lo cotidiano, Thomas Crow admite que las radicales ambiciones de la vanguardia artística nunca se hicieron del todo realidad: «La cultura bajo las condiciones del capitalismo desarrollado muestra los dos momentos de la negación y la tendencia, últimamente irresistible, a la acomodación». Para Crow, el valor del arte reside en la lucha constante por mantener la identidad independiente, ya que el arte no es para el mercado sino para los públicos, siempre diversos y cambiantes.
En la actualidad, la fotografía artística en sí, tiene un carácter muy subjetivo. Los movimientos artísticos durante las primeras décadas del siglo XX, particularmente el modernismo y sus ramas derivadas que van desde el impresionismo en la pintura y su consiguiente marcha hacia lo abstracto tuvieron una gran influencia en la fotografía. Ya en la actualidad, la fotografía artística pura es casi completamente subjetiva y la manipulación de las imágenes se ha convertido en una herramienta fundamental en su expresión artística; la fotografía de Annie Leibovitz, Helmut Newton y David LaChapelle entre otros, siguen siendo parte de la nueva revolución fotográfica.
El lenguaje artístico fotográfico partió de la herencia de la pintura. Sin embargo, rápidamente amplió su léxico gracias a la facilidad de hacer enfoques extremos (picados, contrapicados, etc.), la captura del movimiento con largos tiempos de obturador y la decisión del momento. La presión sobre el fotógrafo para marcar su subjetividad en la fotografía forjó un lenguaje lleno de sutilezas pero perfectamente comprensible, muy directo para cualquier observador.
La fotografía es un elemento esencial en cualquier cultura, por eso enfocarse en la misma genera un proceso de reflexión artístico para lograr la comunicación visual que se pretende proyectar, considerándola como un aspecto que permite la representación y caracterización de diversos grupos de la sociedad, además de lo anterior, instituye una referencia visual que permite revelar información y generar emociones, para utilizarla como un instrumento de investigación y documentación en cualquier contexto social.
Hoy la fotografía es practicada por millones de personas en todo el mundo armados con buenas cámaras fotográficas. Actualmente se prefieren las cámaras con una buena óptica y muchas opciones que añadan flexibilidad, frente a las cámaras orientadas al consumidor, donde la óptica y el obturador quedan dirigidos por la electrónica restando al hecho de hacer una foto gran parte de su imprevisibilidad. La aparición de las cámaras digitales, cámaras mixtas con vídeo y la fotografía en entornos de realidad virtual complican, enriqueciendo, el futuro de este arte.
Según Roland Bartes, en «La cámara Lucida», Lo que caracteriza a las sociedades llamadas avanzadas es que tales sociedades consumen en la actualidad imágenes y ya no, como las de antaño, creencias: son, pues, más liberales, menos fanáticas, pero son también más «falsas» (menos auténticas).

## Mitos y creencias
Como los daguerrotipos se reproducían sobre una superficie espejada, muchos espiritistas se convirtieron también en practicantes de esta nueva forma de arte. Los espiritistas afirmaban que la imagen humana en la superficie espejada era como mirar dentro del alma. Los espiritistas también creían que abriría sus almas y dejaría entrar a los demonios. Entre los musulmanes, es makruh (desagradable) realizar el salah (culto) en un lugar decorado con fotografías. Las anomalías y artefactos de la fotografía y el cuarto oscuro a veces llevan a los espectadores a creer que se han capturado espíritus o demonios en las fotos.

## Derechos de autor

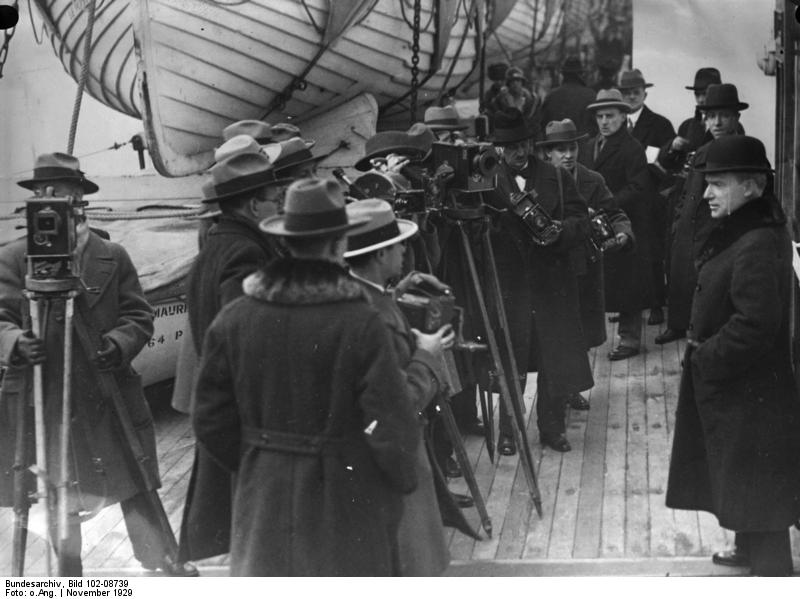
Fotógrafos de prensa, Londres, 1929. (Autoría desconocida).

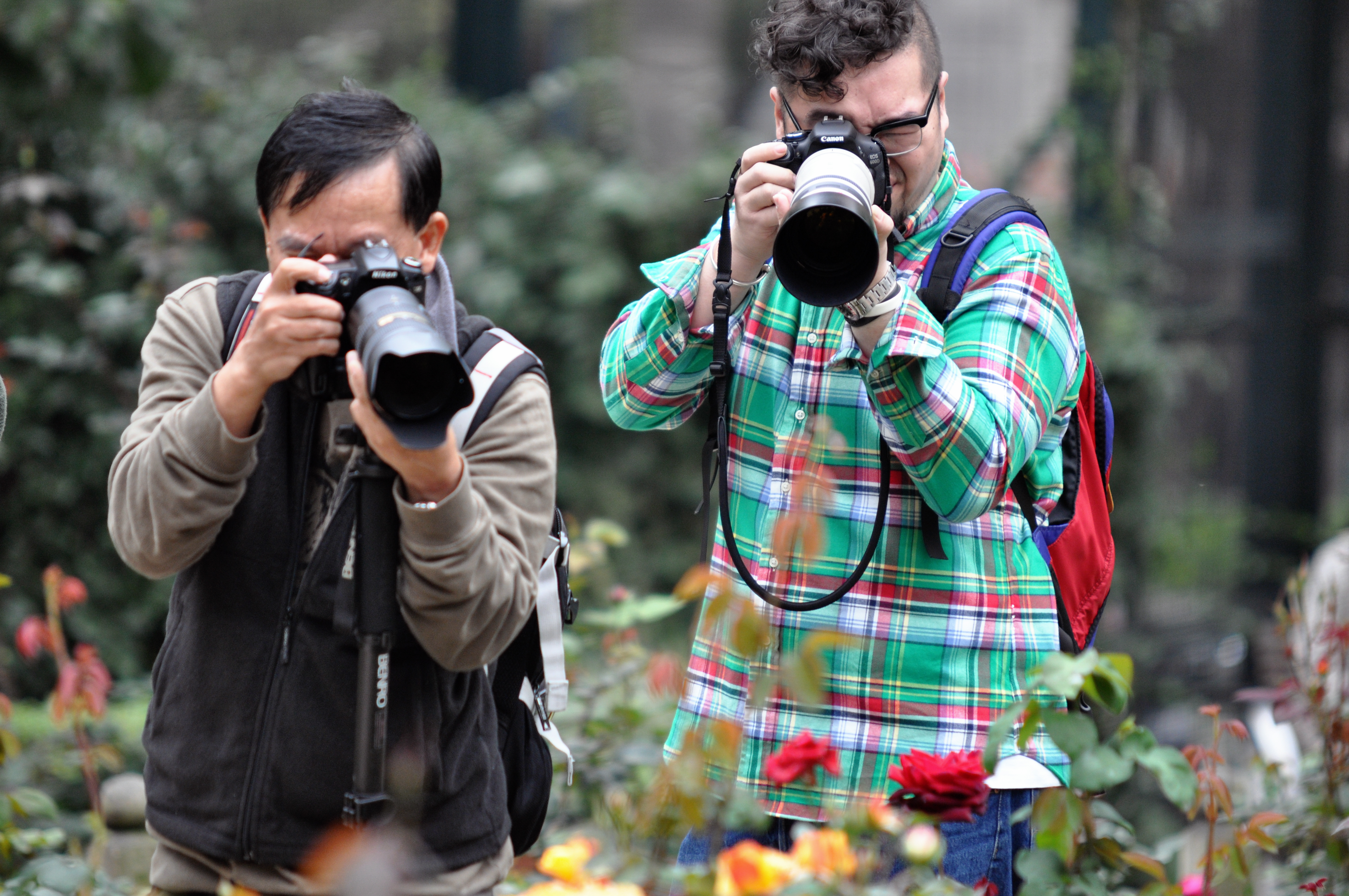
Fotografiando flores en el parque de Kowloon, 2012. (Autor: Michael Elleray.)

El derecho de autor considera a las imágenes fotográficas a los fines de tutelar las imágenes de personas o de aspectos, elementos o hechos de la vida natural o social obtenidas mediante el empleo de un procedimiento fotográfico o proceso análogo.
Todos los autores, sean profesionales o no, tienen, por el solo hecho de haber creado su obra, en exclusiva una serie de derechos de carácter económico y moral sobre esta.
Los derechos morales definen el respeto de su autoría sobre la obra y, por tanto, el deber de hacer constar siempre su nombre, y el derecho que no se modifique la obra sin su consentimiento. Los derechos morales son irrenunciables e inalienables. Por lo tanto, siempre han de ser respetados y no tiene valor la renuncia.
Corresponde al fotógrafo, salvo en algunas cuestiones relativas a los retratos fotográficos, el derecho exclusivo de reproducción, difusión y venta. Sin embargo, si la obra se ha obtenido en el marco de contrato de arrendamiento de servicios o de trabajo, y bajo expreso consentimiento del autor, el derecho de reproducción, difusión y venta puede corresponder al responsable del encargo contractual, mientras que los derechos de autoría son irrenunciables. La duración de los derechos sobre la fotografía la determina el acuerdo legal entre el autor y el responsable del encargo contractual.
El Derecho también protege la privacidad del sujeto fotográfico. De hecho está permitida la difusión de fotografías sin el permiso del sujeto solo en los casos de personajes públicos, entendidos como personas que, por trabajo o cargo público, resultan de notoriedad pública. En el resto de los supuestos, el fotógrafo titular de la obra debe obtener el permiso del sujeto a la publicación y exposición pública. En caso de hacerlo sin permiso del sujeto fotografiado, este tiene derecho a denunciar al fotógrafo.

## La fotografía móvil: una nueva era

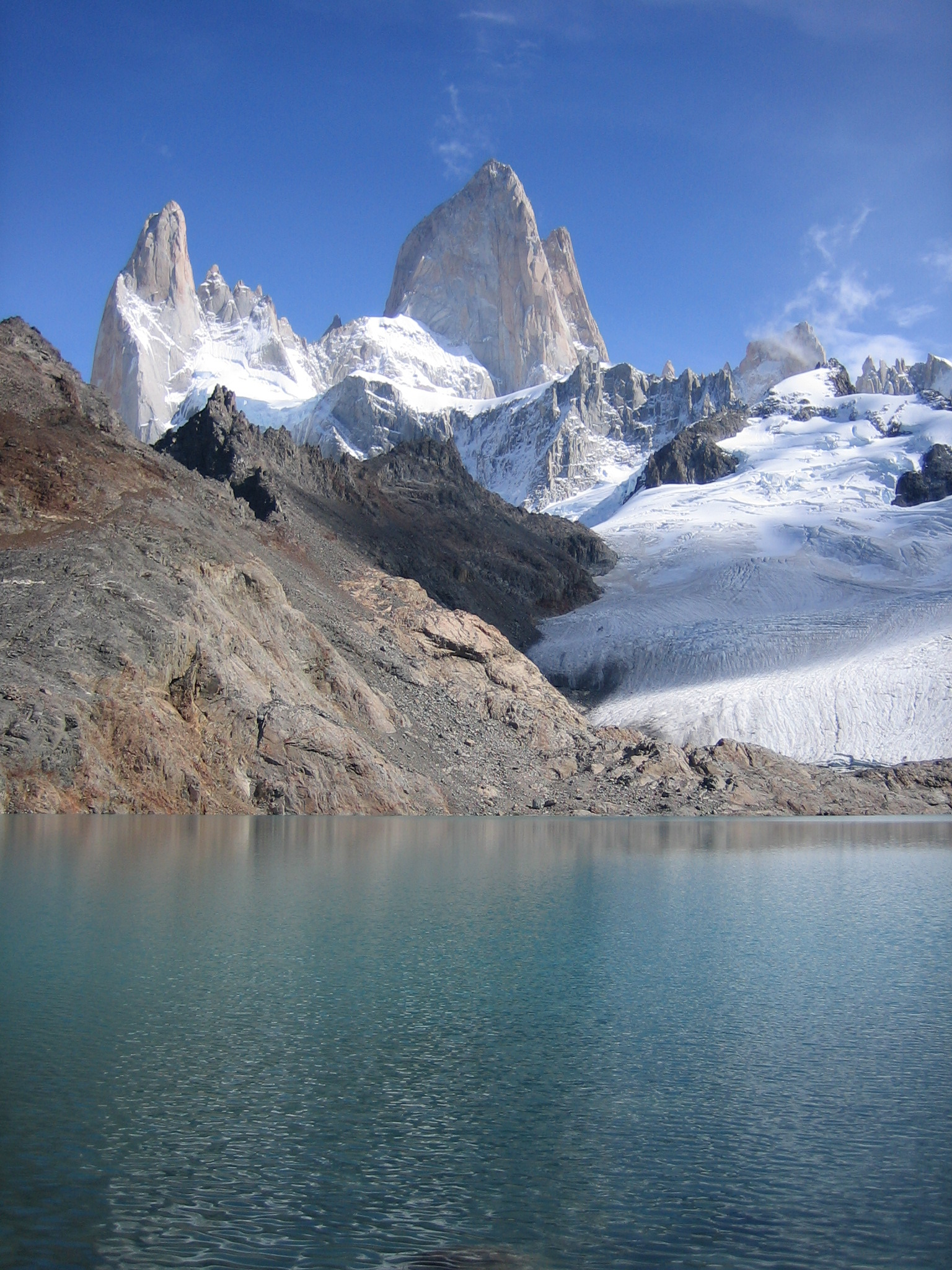
Monte Fitz Roy en la Patagonia

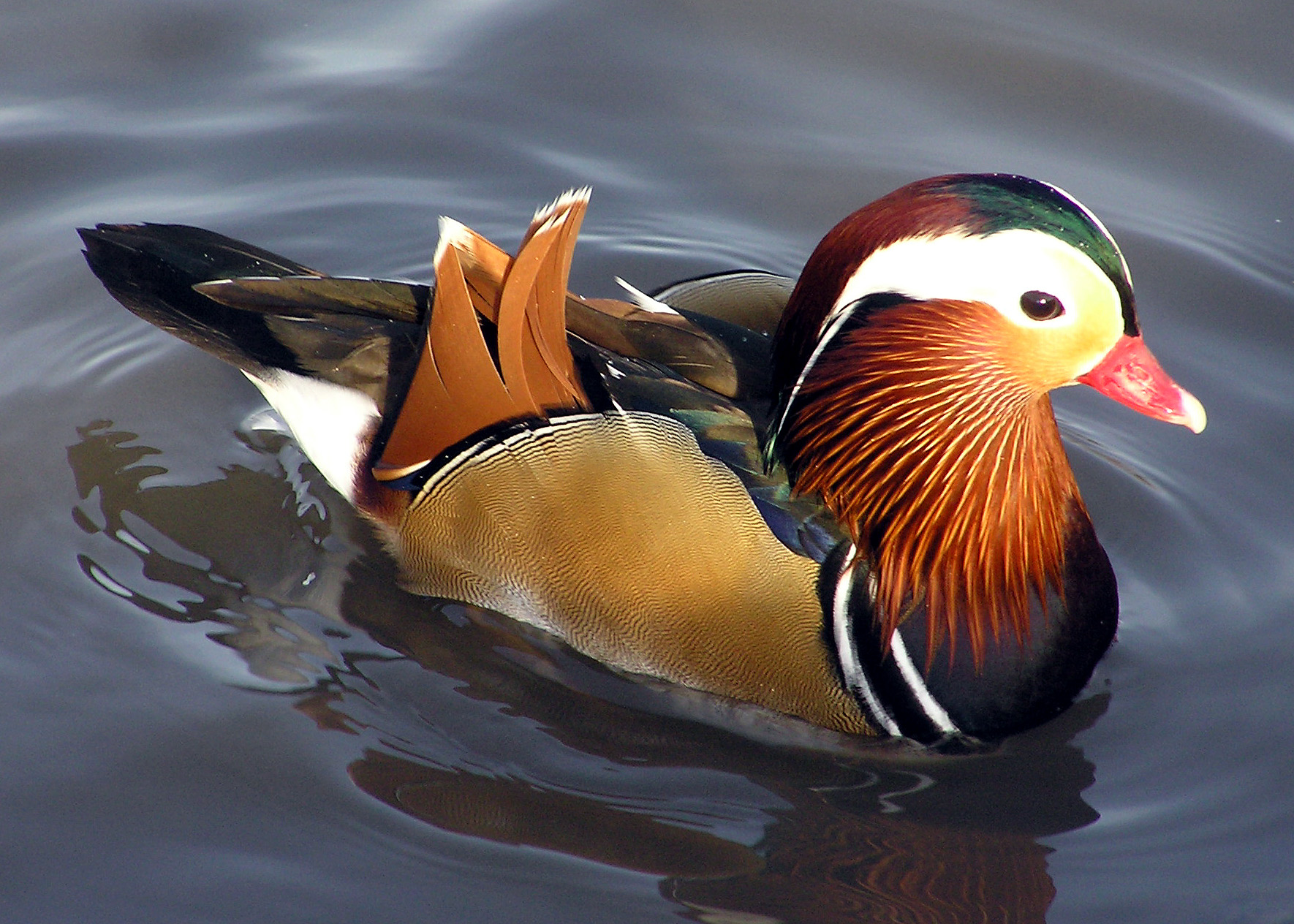
Pato mandarín tomado con un teleobjetivo

Durante las últimas décadas, los avances tecnológicos y el desarrollo de teléfonos inteligentes cada vez más inteligentes —especialmente tras la aparición del primer iPhone de Apple y la evolución que trajo aparejada— han llevado la fotografía a un nivel que va más allá de las nuevas técnicas y programas de postproducción: a la era de la fotografía móvil. Un punto en el que entran en juego desde la creación de apps de edición y redes sociales, hasta la fabricación de lentes específicas para cámaras móviles. Y es que todo ha cambiado desde que en el año 2000 Sharp y J-Phone crearan su primer teléfono dotado con cámara fotográfica. La cámara del J-SH04 era capaz de tomar fotografías con una resolución de 0.1 megapixeles para un display de 256 colores. En todo caso, la cámara para móviles fue inventada en junio de 1997 por Philippe Kahn, un invento para el que combinó portátiles, móviles y cámaras digitales; y con el que compartió la fotografía de su hija recién nacida.
Hoy, la mayoría de los dispositivos —incluso los de gama baja— cuentan con una resolución superior a los 16 megapixeles en la posterior, 8 en la frontal, y son incluso capaces de grabar vídeos en 4K. Sin embargo, hasta el año 2009 no se vivió una auténtica revolución en este ámbito. Hasta entonces, Samsung, HTC, Nokia y Sony Ericsson —entre otras marcas— habían jugueteado entre los 3 y los 8 megapixeles. Pero no fue sino hasta 2009 cuando la primera lanzó el Samsung M8910 Pixon12, un terminal que venía con una cámara de 12 megapixeles. Nokia y Sony Ericsson contraatacaron poco después con los 12 y 16 megapixeles del N8 y el S006, respectivamente.
A partir de entonces, el trabajo se ha centrado en la mejora de los sensores, en la estabilización óptica, en la inclusión de controles manuales y en el alumbramiento de nuevas tecnologías de captación de la luz, incluso con la cámara frontal. El añadido de una cámara posterior más ha sido otro de los grandes aterrizajes en el sector de la fotografía, pues permite jugar con el desenfoque a posteriori como si de una edición en RAW se tratase.
Los avances tecnológicos y la fotografía móvil dieron lugar a la popularización de nuevas técnicas de fotografía como el autorretrato o selfi, muy ligados al uso de redes sociales.
Unas innovaciones que, al mismo tiempo, han dado lugar a nuevos profesionales y expertos en fotografía móvil como Kevin Russ, Olly Lang, Rodrigo Rivas, Javier Castañeda, Koshi Nishijima, y Nico Oppel, que aprovechan las dimensiones, tamaño y perspectiva de estos dispositivos para dar lugar a nuevas composiciones y técnicas.